# Hełm

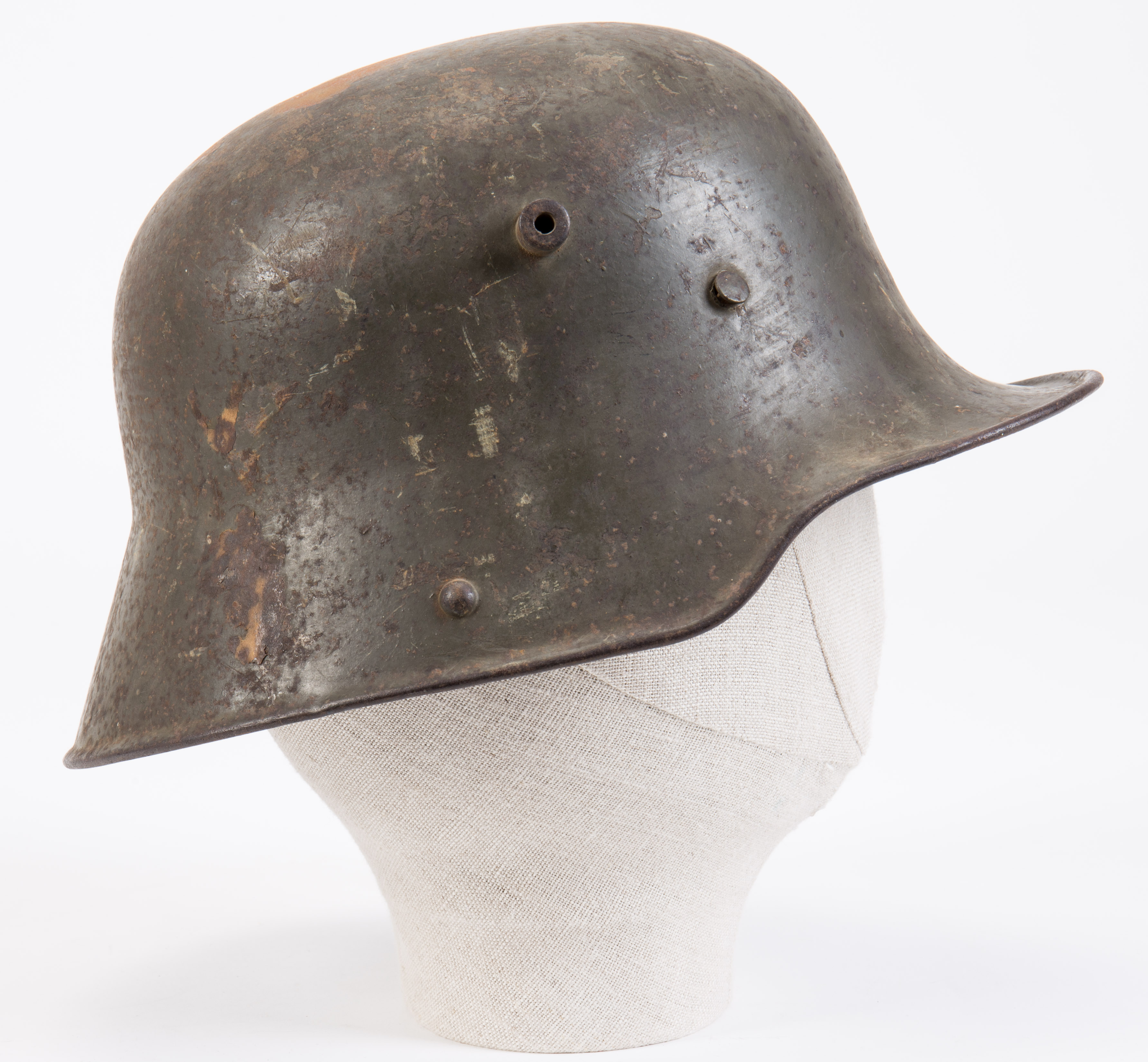
Stahlhelm M1916, wojskowy hełm stalowy z okresu I wojny światowej

Hełm – rodzaj uzbrojenia ochronnego osłaniającego głowę. Znany i użytkowany od starożytności po współczesność. Dawniej stanowiący element zbroi chroniący przed ciosami zadawanymi bronią białą (np. mieczem, włócznią) lub przed pociskami broni neurobalistycznej (np. łuku, kuszy). Współcześnie funkcjonujący jako standardowy element wyposażenia żołnierzy chroniący przed odłamkami i szrapnelami.

## Historia
Hełmy znane były już w starożytności (m.in. w Asyrii, Babilonii, Egipcie, Grecji czy Rzymie). Pierwotnie wykonywano je ze skóry lub płytek rogowych, następnie zaczęto stosować metal (początkowo brąz, a następnie żelazo i stal). Najstarsze egzemplarze hełmów zachowanych do czasów współczesnych pochodzą z terenów Mezopotoamii z okresu ok. 3000 lat p. n. e. Przyjmuje się jednak, że wytwarzano je już wcześniej i wykształciły się niezależnie w różnych kręgach kulturowych na świecie. Hełmy w ciągu swojej historii przybierały bardzo zróżnicowane formy, w zależności od kręgu kulturowego, dostępnych technologii i przeznaczenia. Szczególnie intensywnym etapem ich rozwoju był okres średniowiecza i renesansu, kiedy to pojawiały się ich najbardziej złożone konstrukcje (np. przyłbica, armet, salada), co miało również związek z intensywnym rozwojem zbroi. Oprócz pełnienia funkcji bojowej, hełmy zyskiwały niekiedy również ważne znaczenie symboliczne jako oznaka władzy lub statusu (zob. hełm heraldyczny). Stosowano je również w charakterze sportowym na turniejach rycerskich (zob. hełm turniejowy).
Wraz z rozwojem broni palnej zarówno hełm, jak i cała zbroja zaczęły stopniowo tracić na znaczeniu, ponieważ nie były w stanie zapewnić należytej ochrony przed coraz powszechniej stosowaną bronią strzelecką. Od ok. XVIII w. ze względu na niską przydatność, w wojsku powszechnie zaczęto zastępować je płóciennymi czapkami (np. trikorn, czako, rogatywka), co doprowadziło niemal do zaniku ich stosowania. Sam hełm zaczął zaś pełnić bardziej funkcję ozdobną niż praktyczną, pozostając niekiedy na wyposażeniu nielicznych formacji (jak np. ciężkiej jazdy – kirasjerów).
Hełm na nowo pojawił się w powszechnym użyciu wojskowym dopiero w czasie I wojny światowej. Miało to związek z masowym wykorzystaniem nowoczesnej artylerii, generującej olbrzymie straty wśród żołnierzy, których płócienne czapki nie zapewniały żadnej ochrony przed odłamkami i szrapnelami. Ze względu na fakt, iż gwałtownie zaczęła rosnąć liczba ofiar z ranami głowy (ciężkimi w leczeniu i często śmiertelnymi), zwrócono uwagę na konieczność zapewniania żołnierzom należytej ochrony. Pierwsi na ten problem zareagowali Francuzi, wprowadzając już w 1914 r. „stalowe ochraniacze” zakładane pod czapki, a następnie wprowadzając w 1915 r. stalowy hełm Adriana, który stał się pierwszym nowoczesnym hełmem wojskowym. Niemal od razu w ich ślady poszli Brytyjczycy, wprowadzając hełm Brodiego. Niedługo potem Inni członkowie Ententy, rozpoczęli przyjmowanie hełmów francuskich lub brytyjskich, bądź tworzyli ich lokalne modyfikacje. Zapotrzebowanie na stalowe hełmy nie pozostało również niezauważone w armiach państw centralnych, gdzie początkowo wprowadzono prowizoryczne hełmy Gaede, a następnie opracowano nowoczesny stahlhelm M1916.
Od tego czasu hełmy stały się standardowym wyposażeniem żołnierzy we wszystkich armiach i utrzymują się w tej roli do dziś. Współcześnie w ich produkcji zamiast stali stosuje się najczęściej włókna syntetyczne, zapewniające większą wytrzymałość (np. kevlar czy nylon balistyczny).

## Budowa
Konstrukcję wszystkich hełmów stosowanych w historii łączył zasadniczo ten sam punkt odniesienia, determinowany przez kształt ludzkiej głowy i ułożenia na niej narządów (oczu, uszu, ust). W związku z czym, mimo występowania zróżnicowanych form konstrukcyjnych łączyła je konieczność osłony przede wszystkim mózgoczaszki, umożliwienia obserwacji, oddychania i słyszenia. Główną częścią hełmu jest jego dzwon, osłaniający największą część głowy i stanowiący podstawę do montażu ewentualnych elementów dodatkowych (w zależności od potrzeb).
W zależności od konstrukcji możemy wyróżnić 3 podstawowe typy hełmów:
- Hełmy otwarte – osłaniające głowę, ale nie zakrywające twarzy (np. łebka, morion, a także wszystkie hełmy współczesne).
- Hełmy półotwarte – osłaniające głowę i częściowo zakrywające twarz (np. niektóre typy kapalinów i salad).
- Hełmy zamknięte – osłaniające głowę i zakrywające twarz (np. hełm garnczkowy, przyłbica).

### Elementy składowe
- 1 dzwon
- 2 nakarczek
- 3 grzebień
- 4 daszek
- 5 nosal
- 6 policzek
- 7 zasłona
- 8 wizura
- 9 czepiec/kołnierz kolczy
- 10 fasunek
- 11 podpinka

Niekiedy hełmy przyozdabiano również klejnotem i labrami (zwłaszcza w okresie średniowiecza).

## Przykłady hełmów na przestrzeni wieków

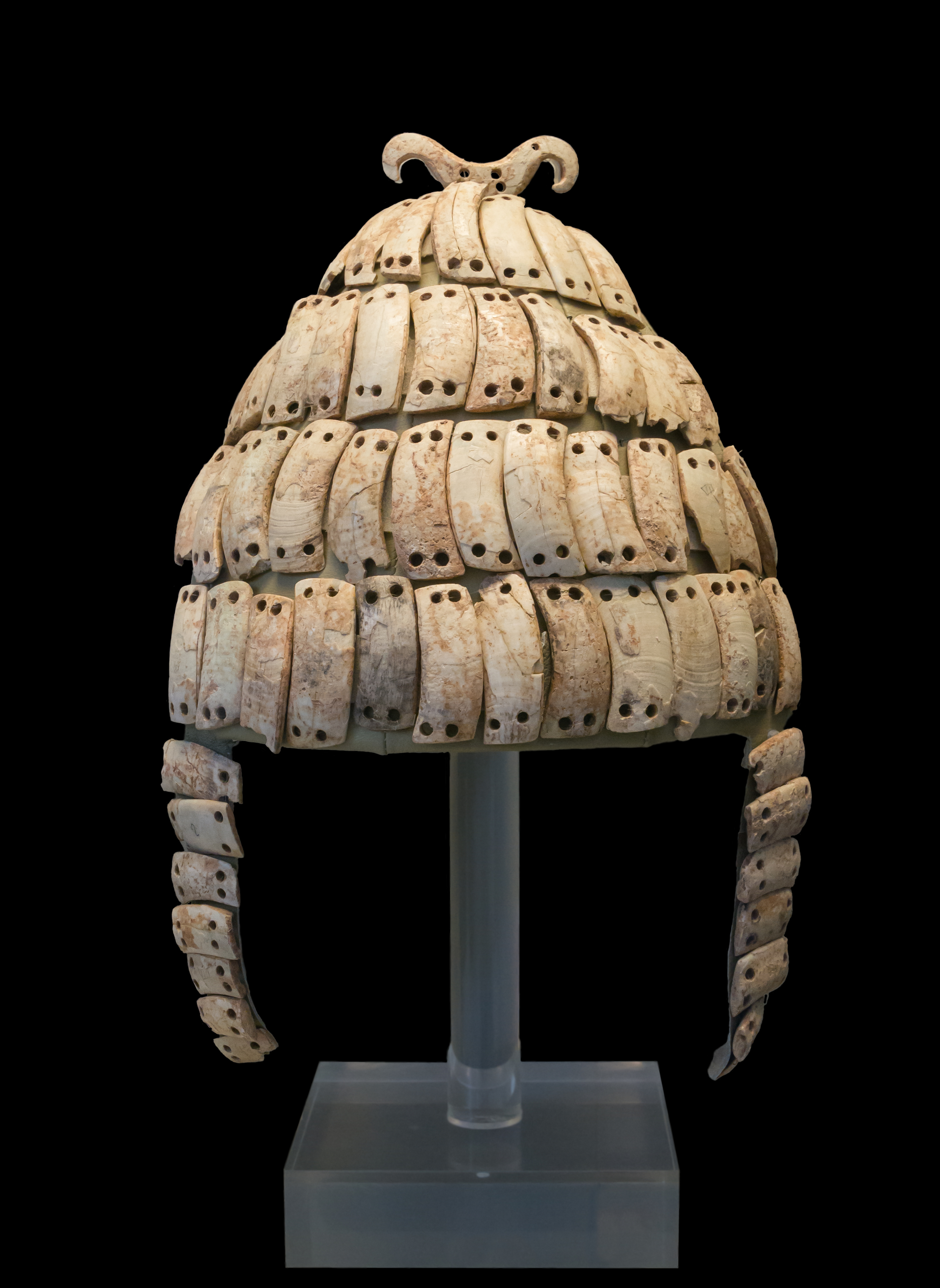
Kościany hełm, XIV w. p.n.e.
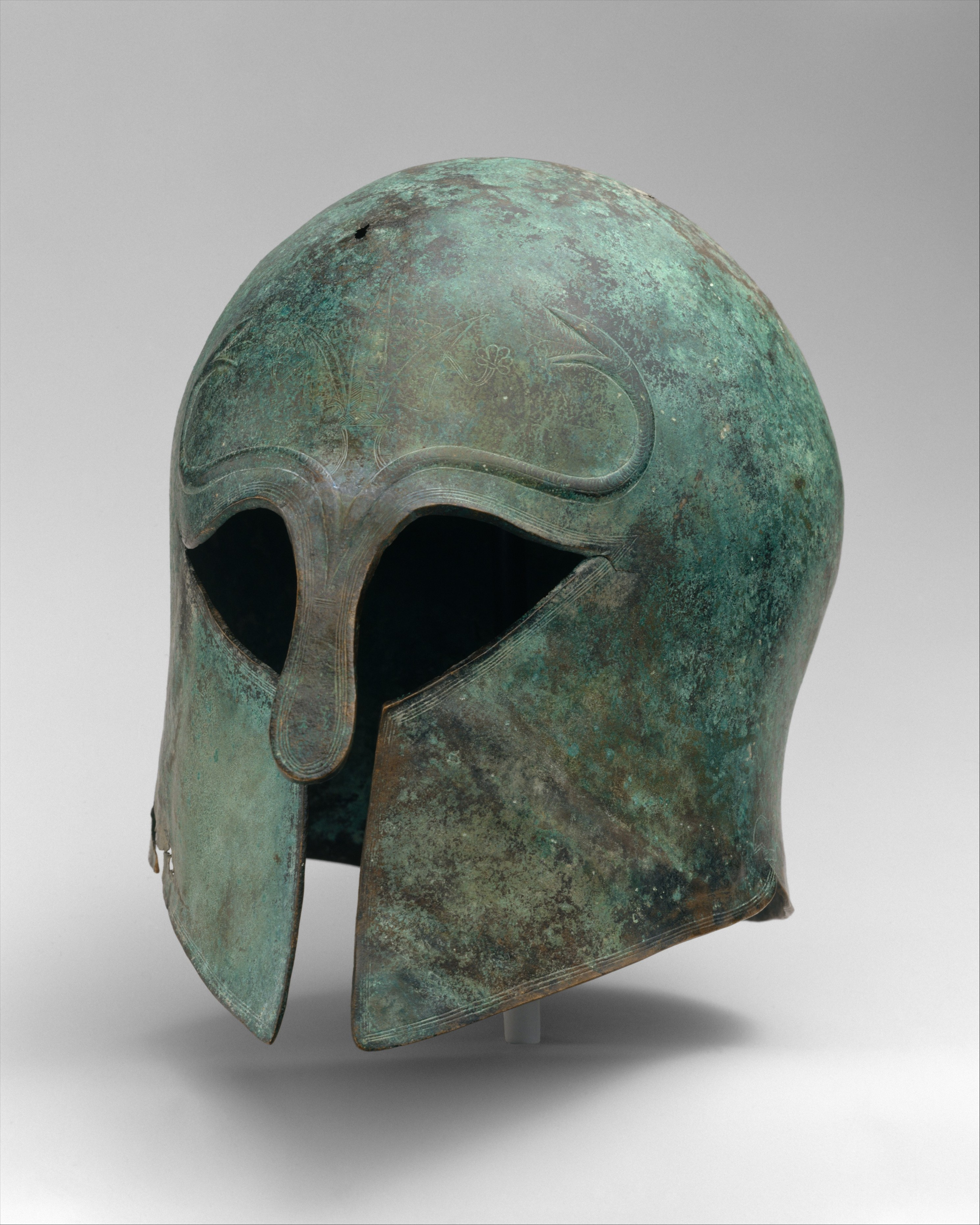
Grecki hełm koryncki, VI w. p.n.e.
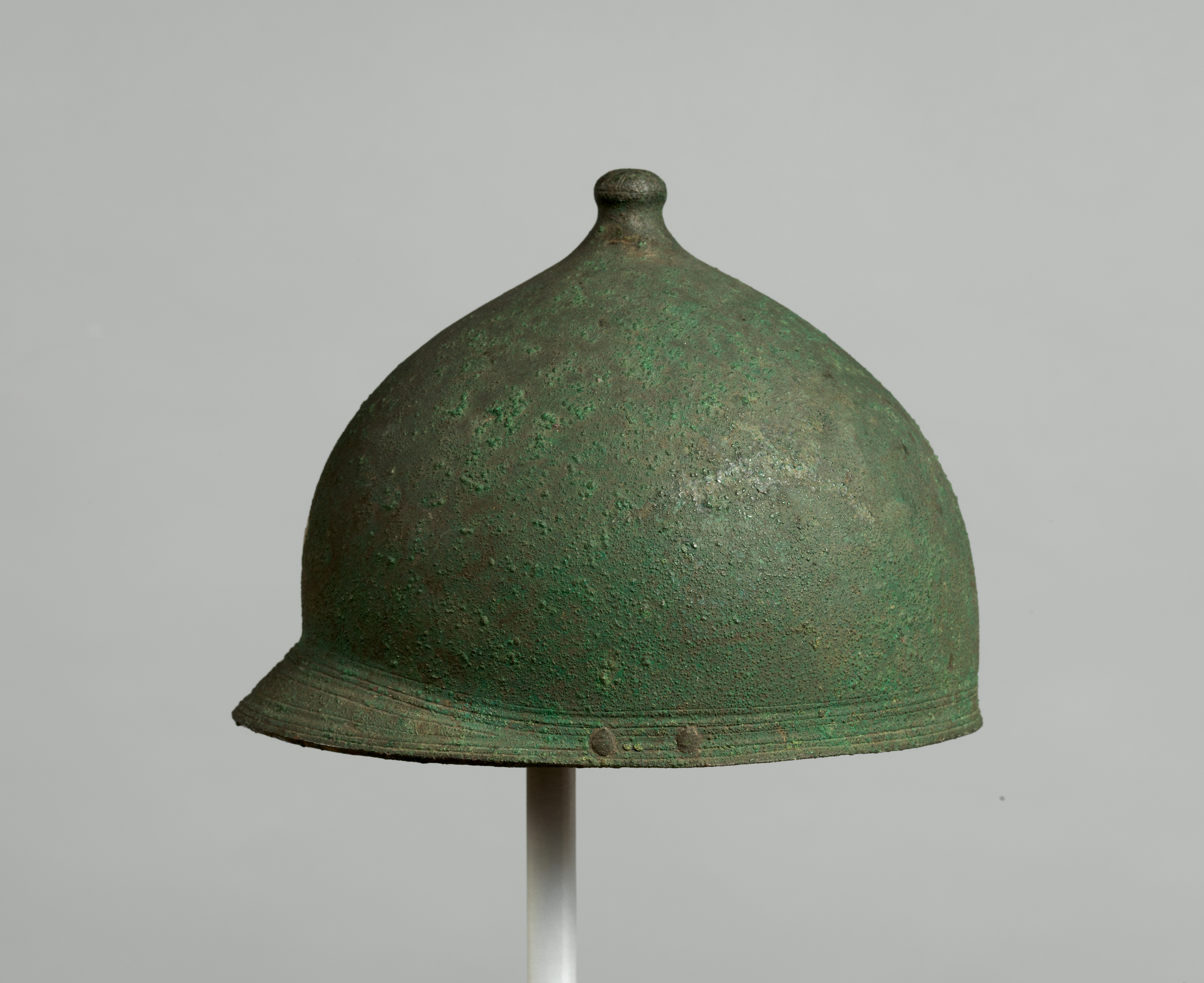
Etruski hełm typu montefortino, IV–III w. p.n.e.
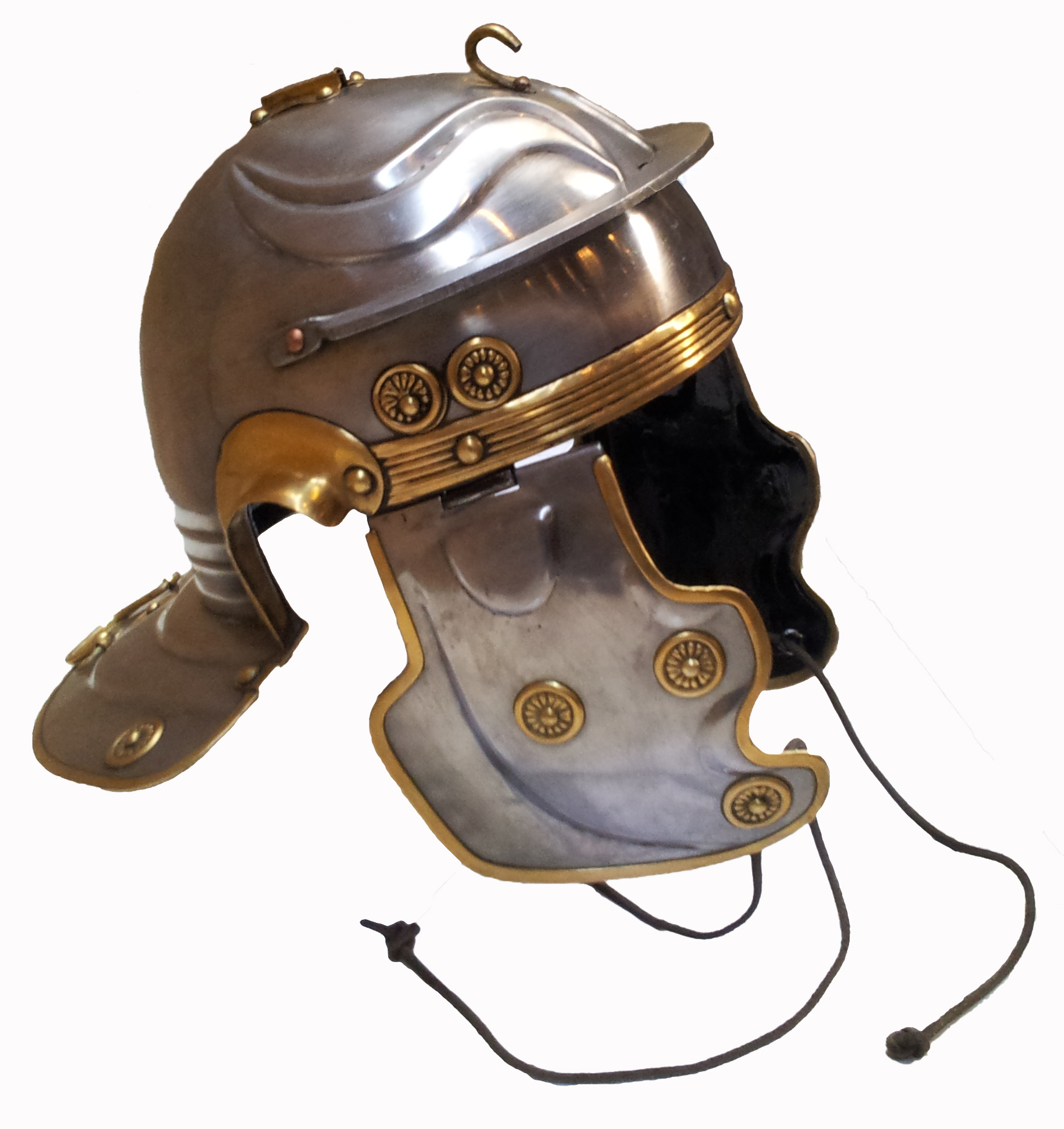
Rzymski cassis w typie galea, I w. p.n.e. – II w. n.e. (replika)
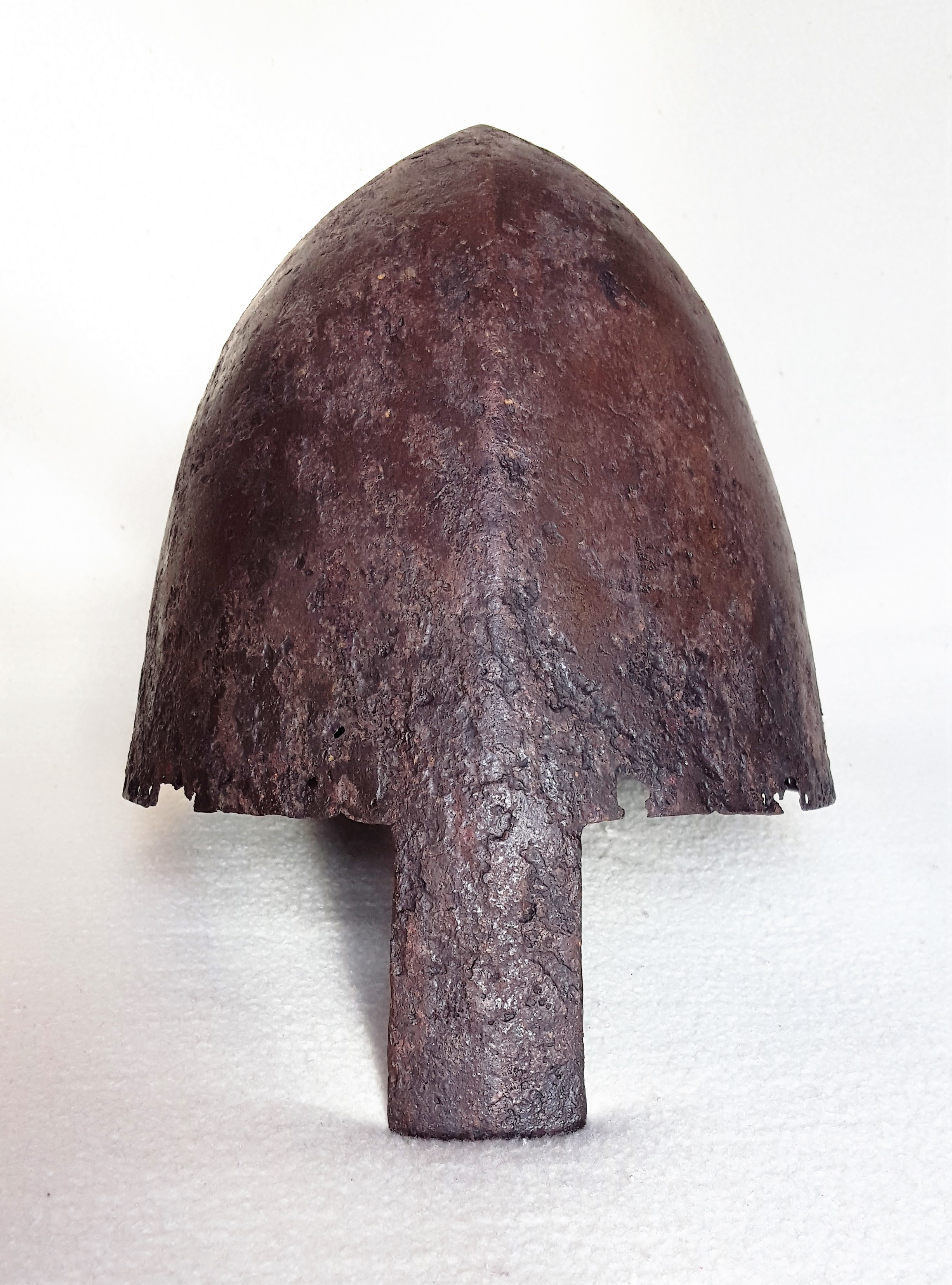
Hełm normandzki, X–XII w.
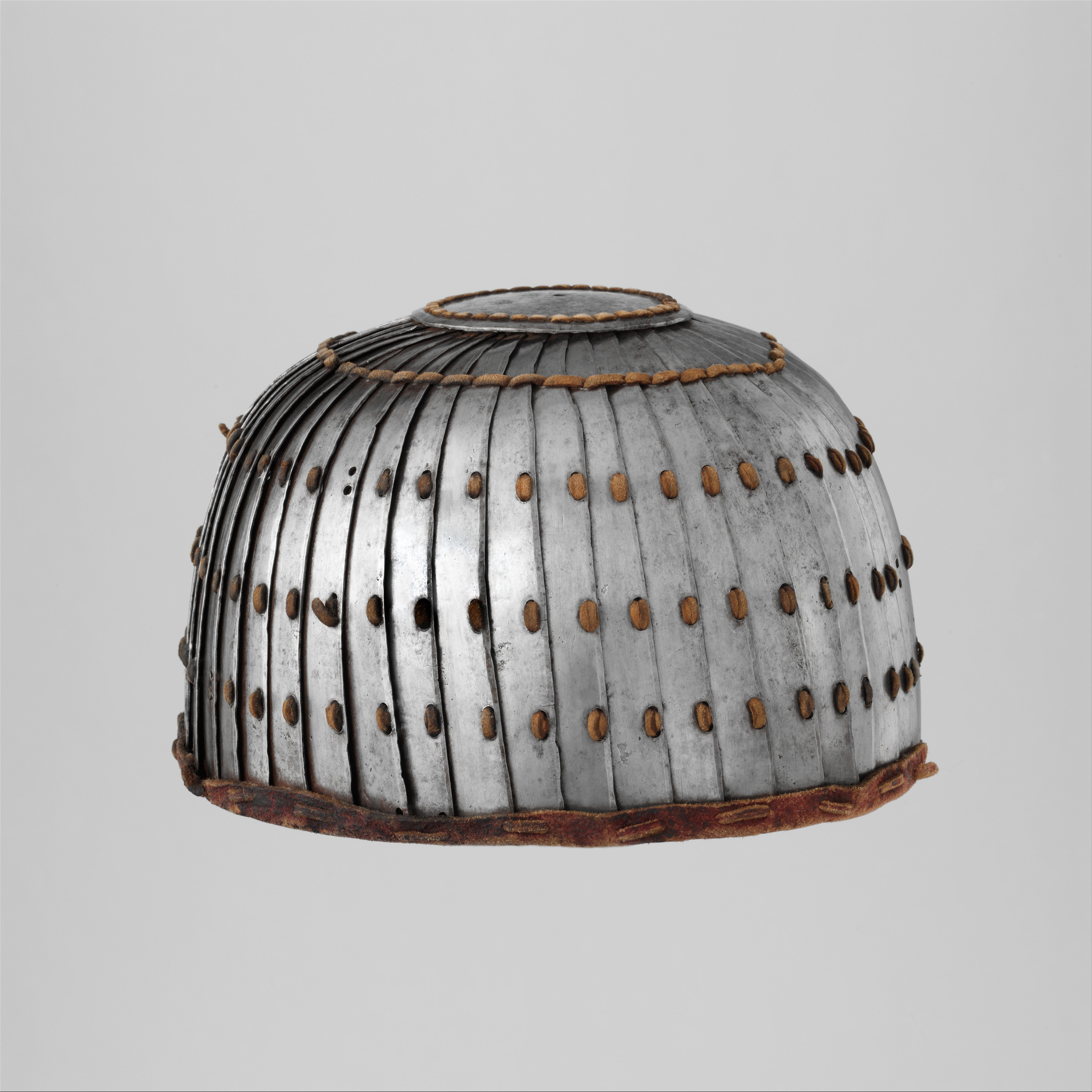
Hełm lamelkowy, XIII–XV w.
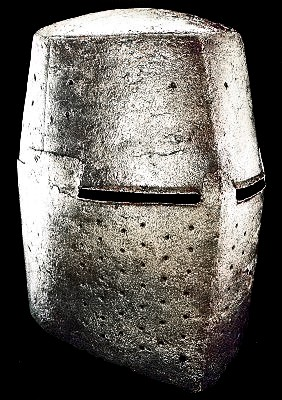
Hełm garnczkowy, ok. XIII w.
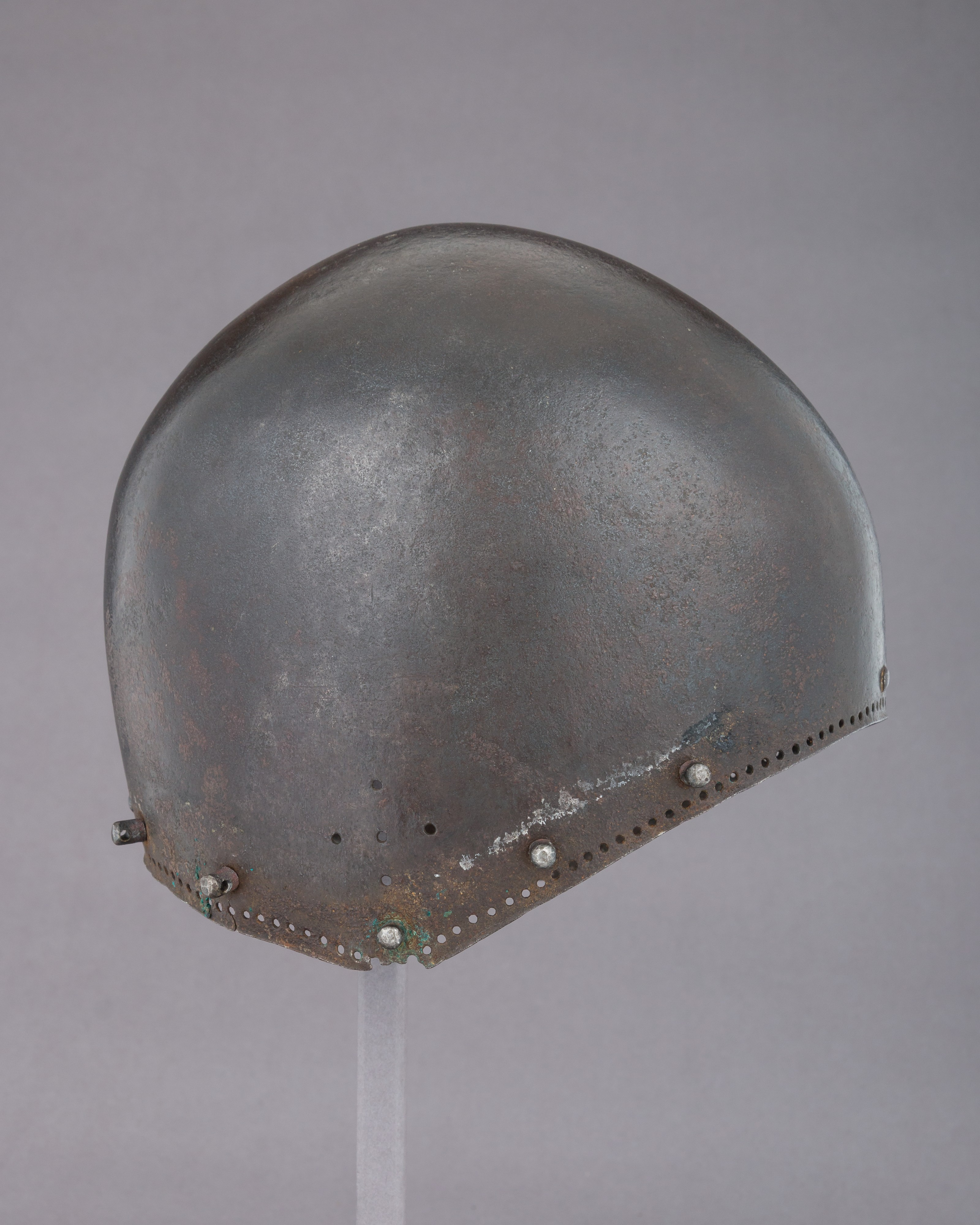
Łebka, XIV w.
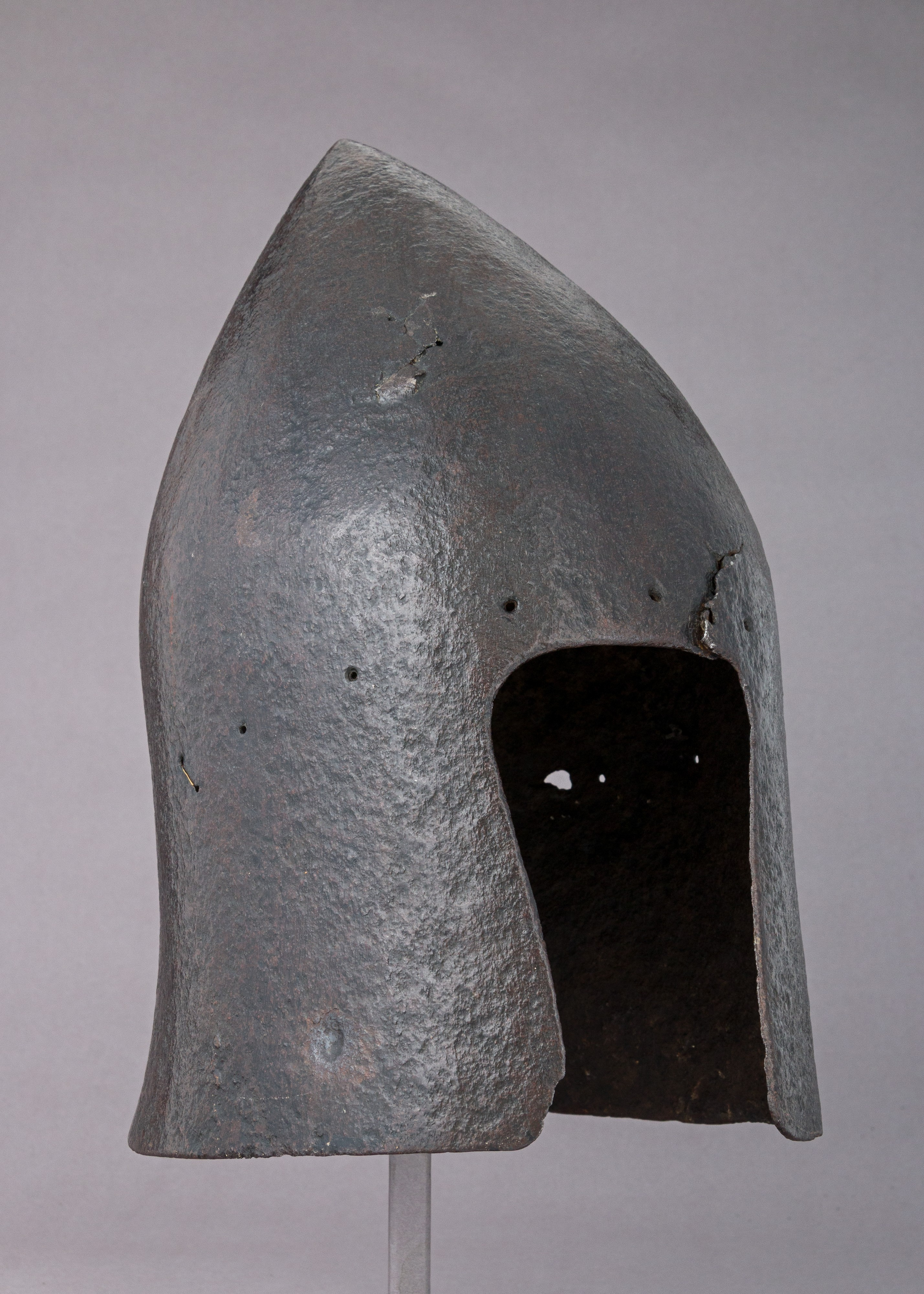
Basinet, XIV w.
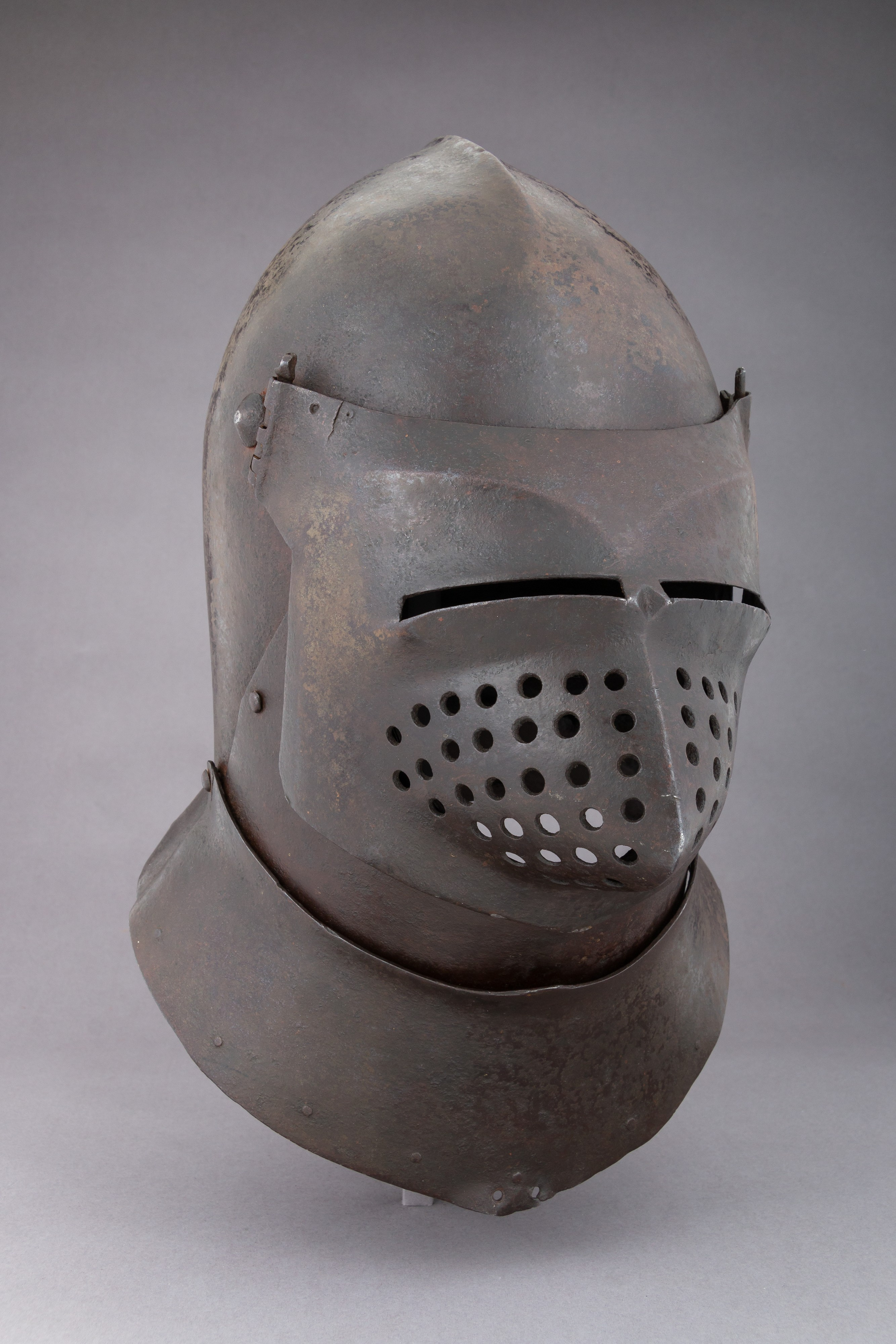
Przyłbica, XV w.
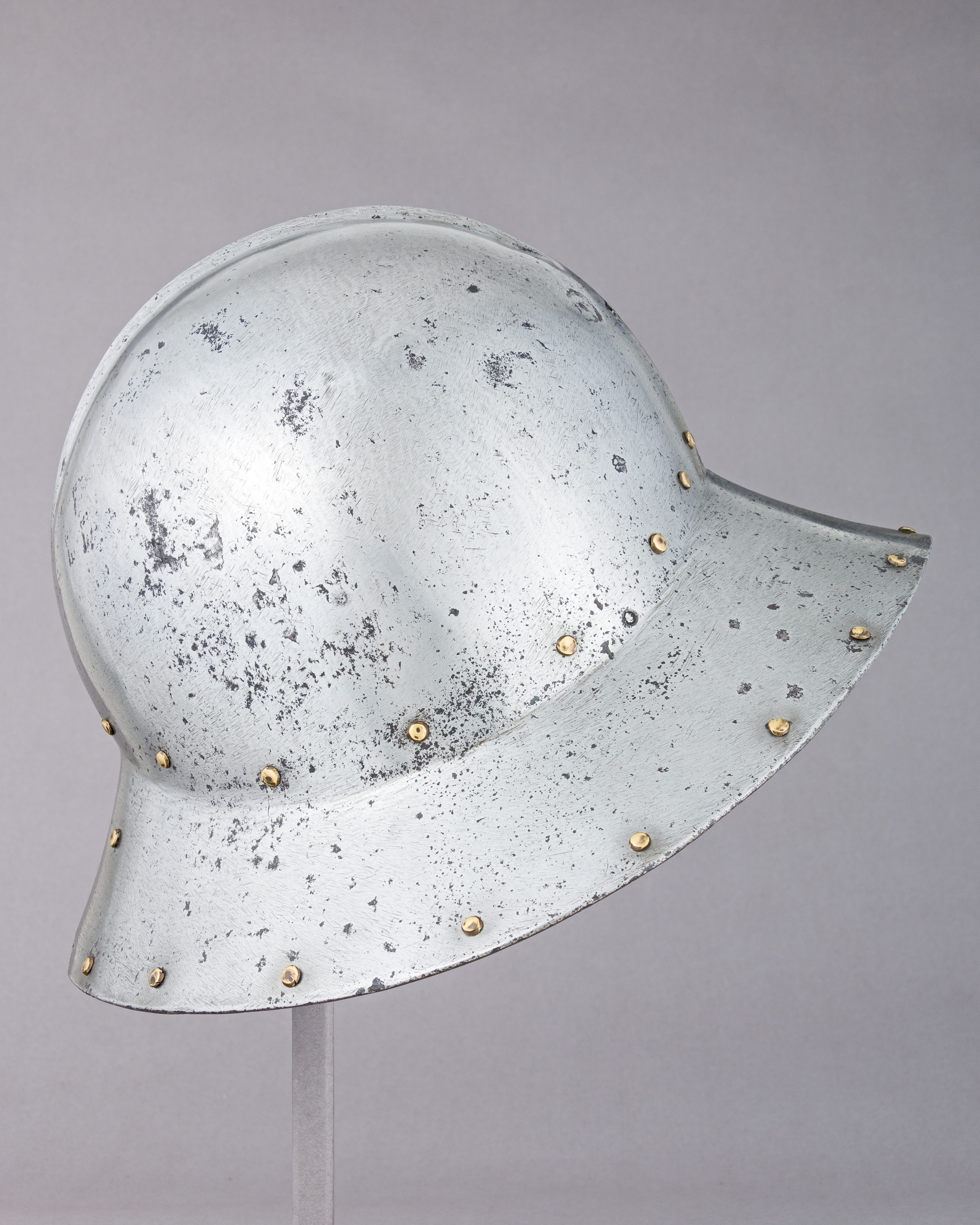
Kapalin, XV w.
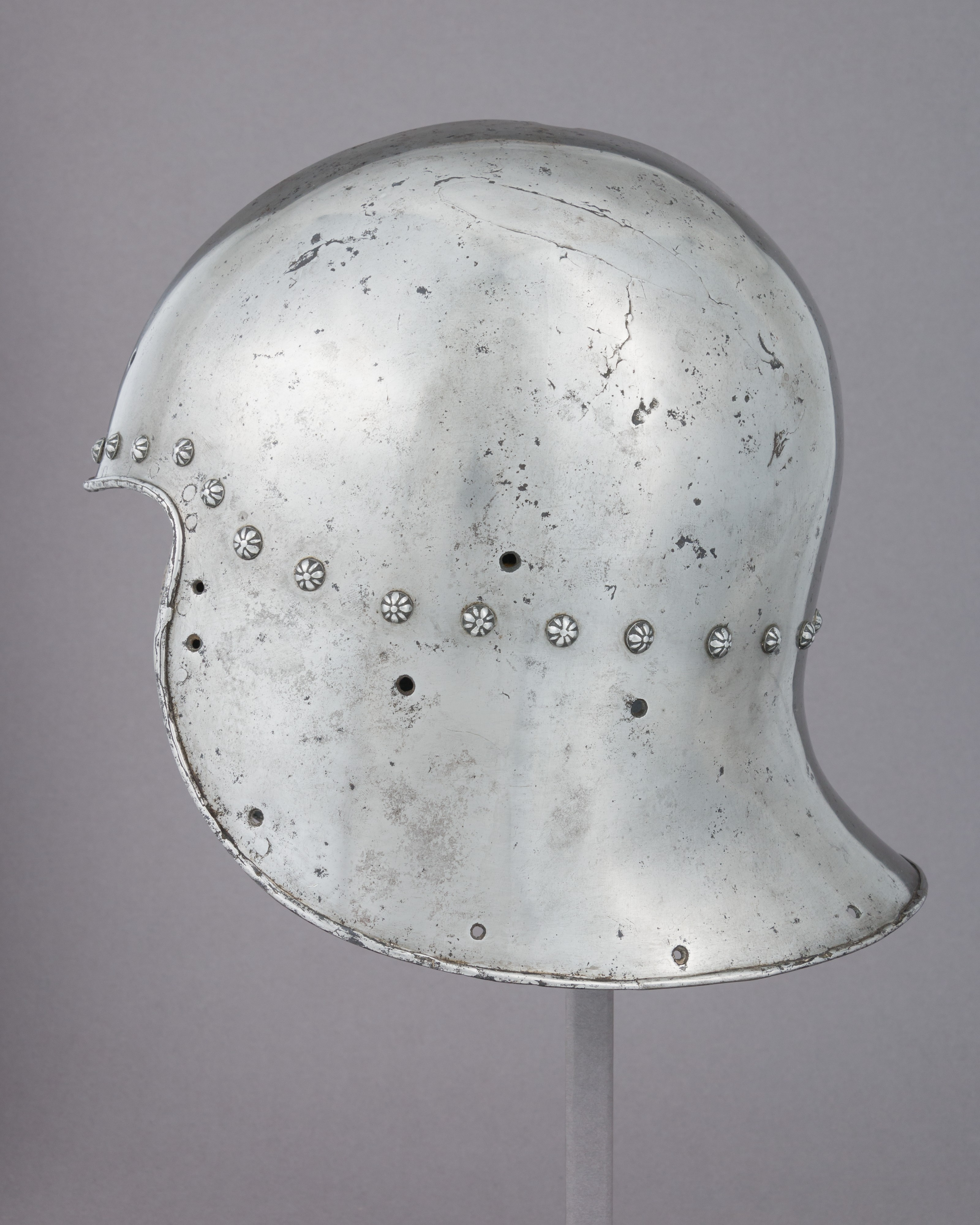
Salada (typ włoski), XV w.
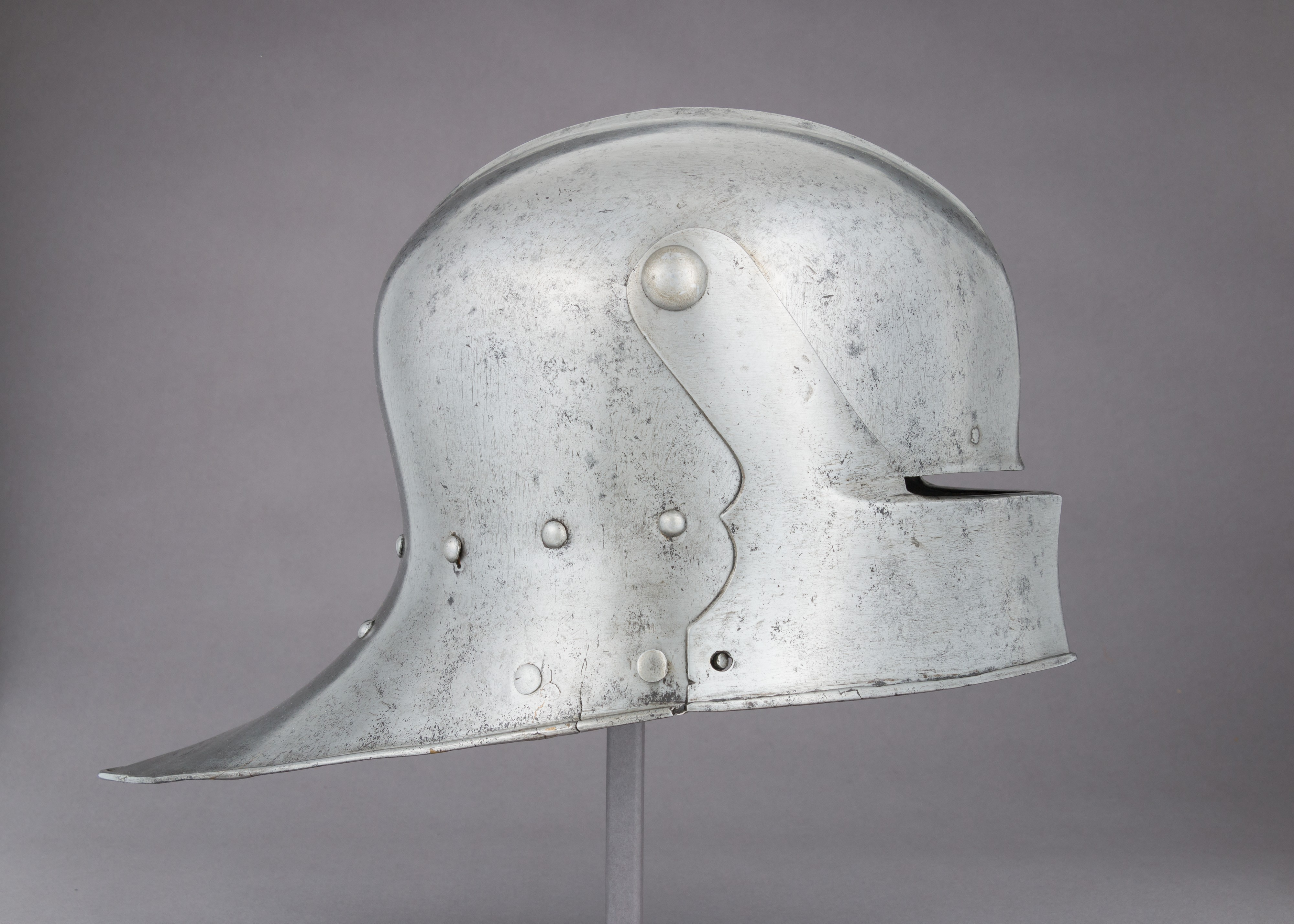
Salada (typ niemiecki), XV w.
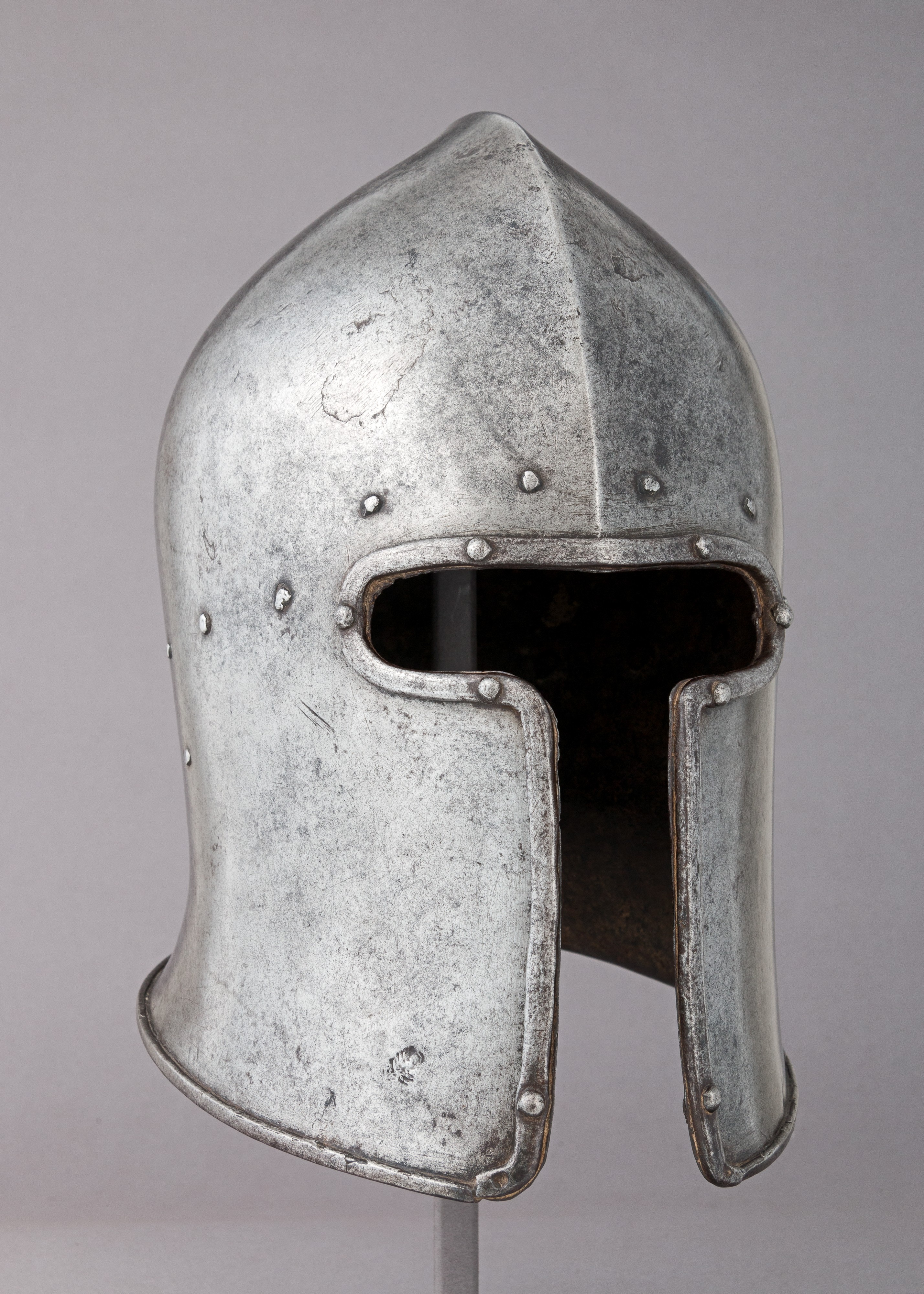
Barbuta, XV w.
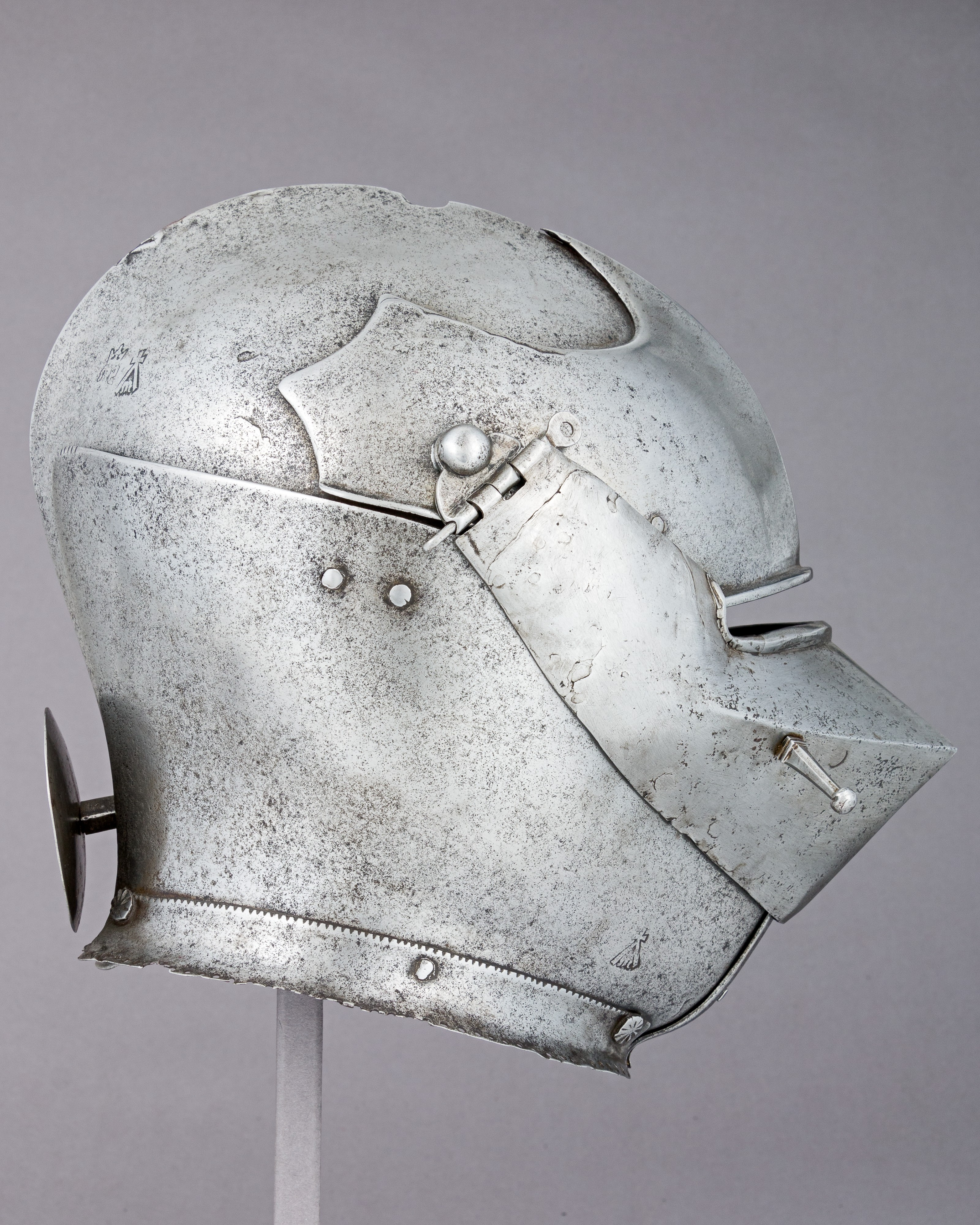
Armet, XV w.
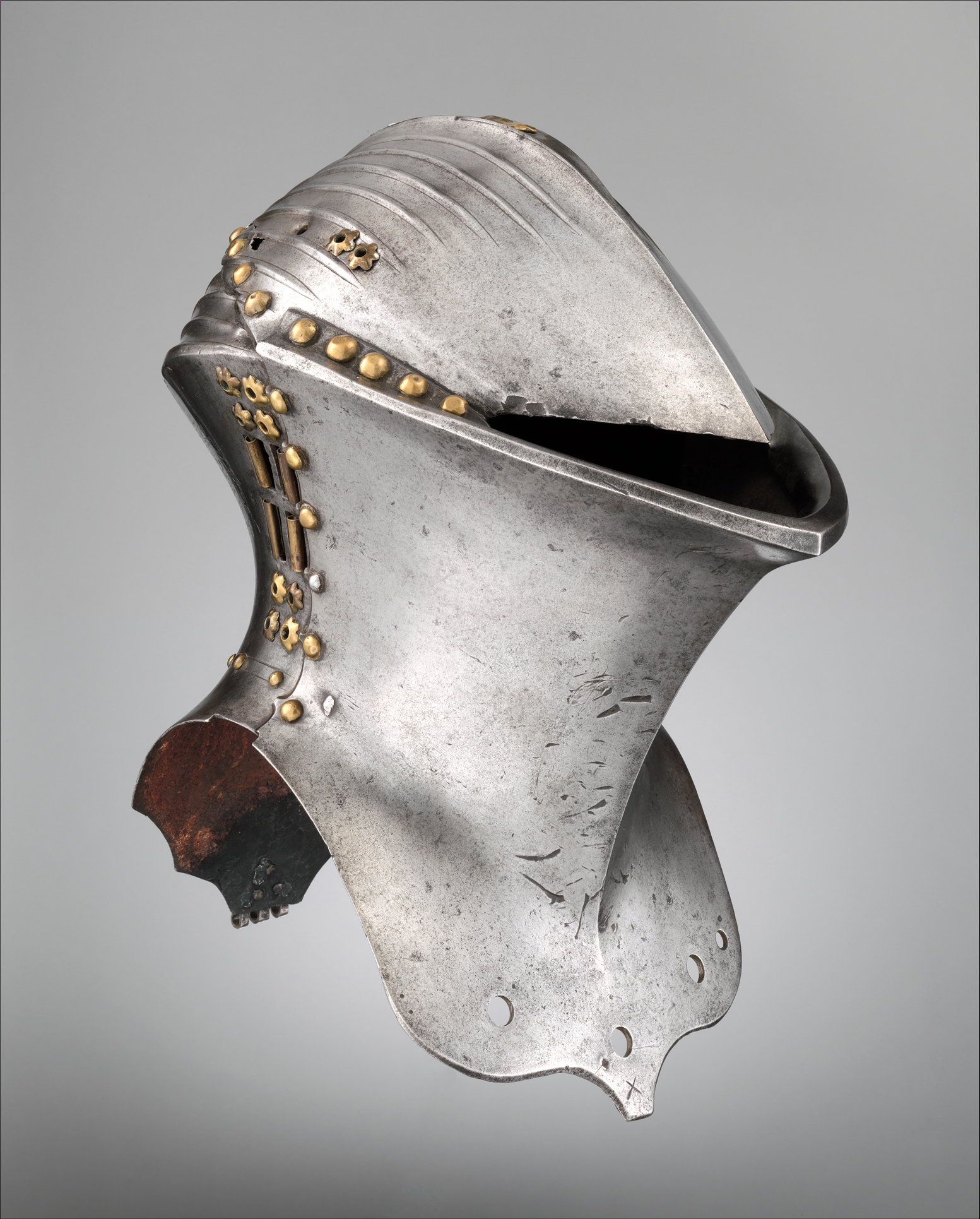
Hełm turniejowy, XV–XVI w.
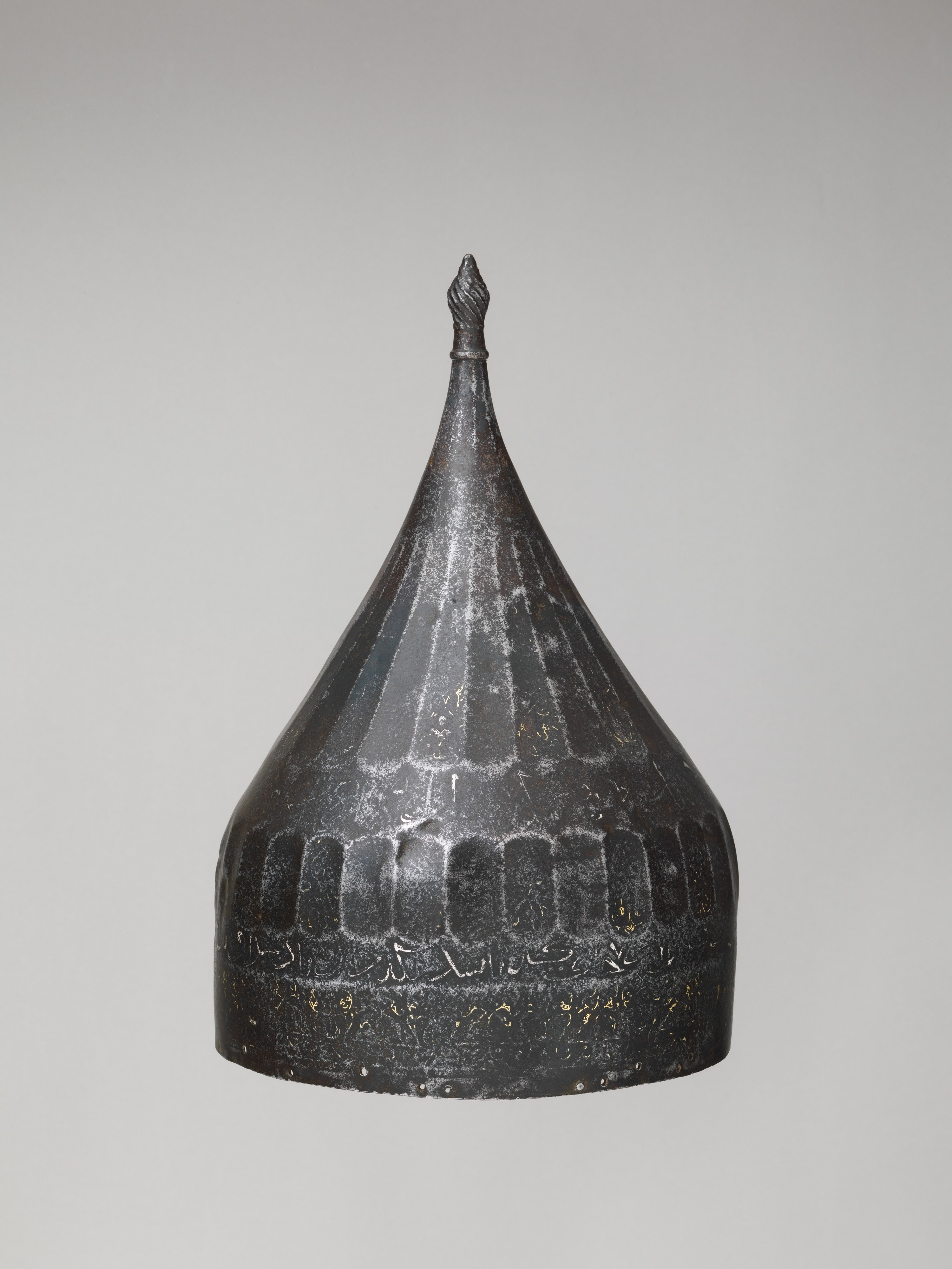
Szyszak (szłom), XV w.
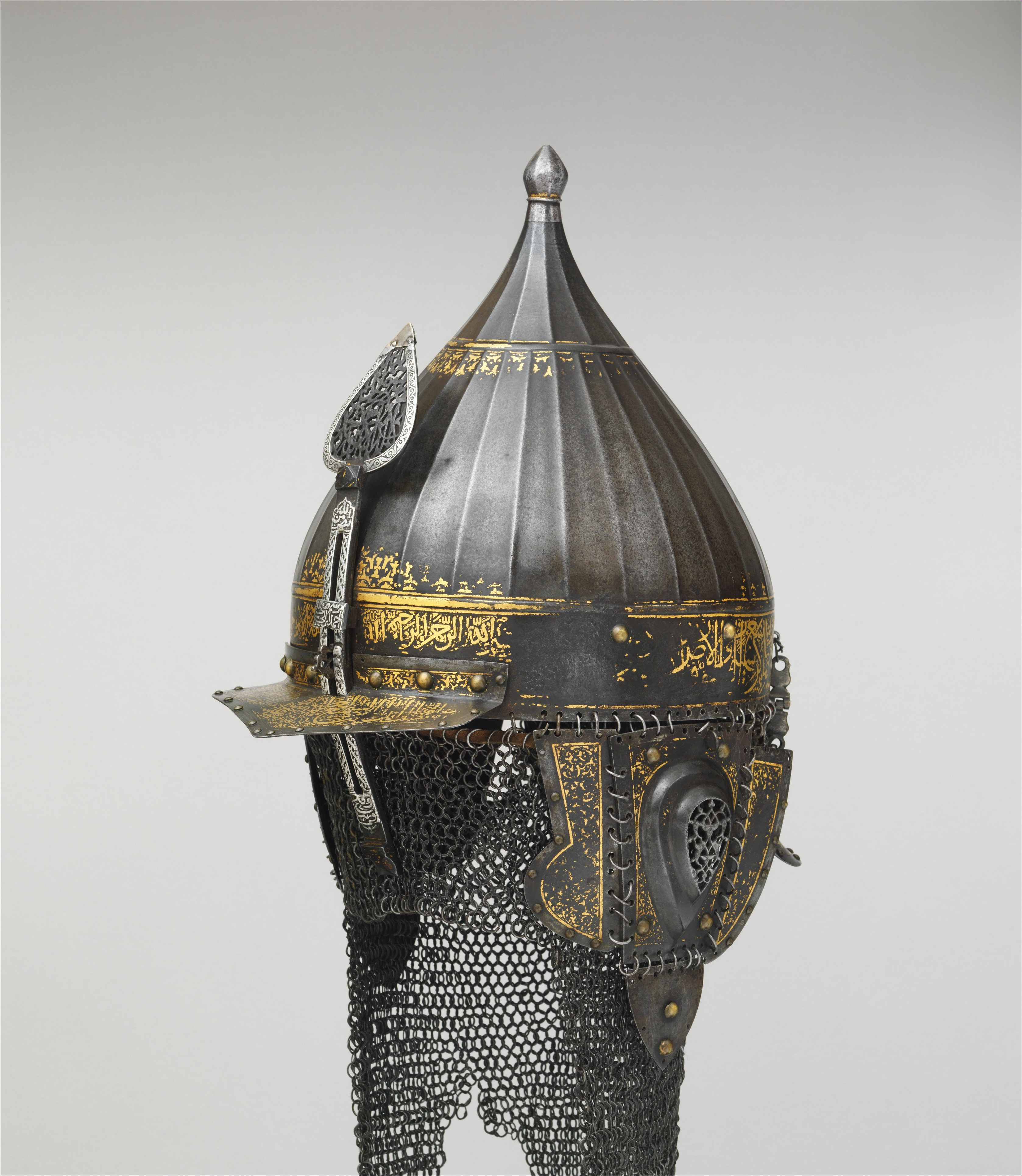
Szyszak turecki, XVI w.
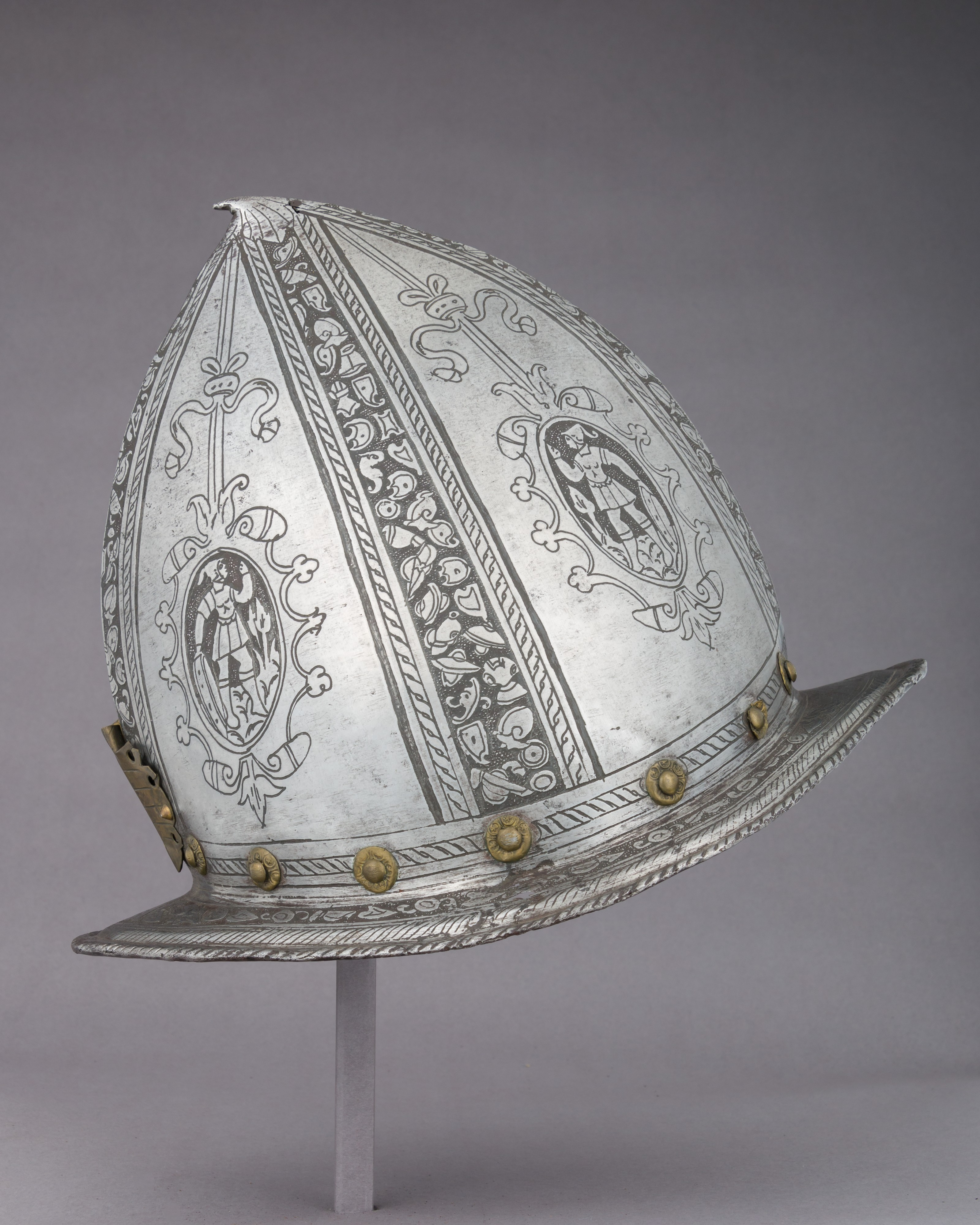
Cabasete, XVI w.
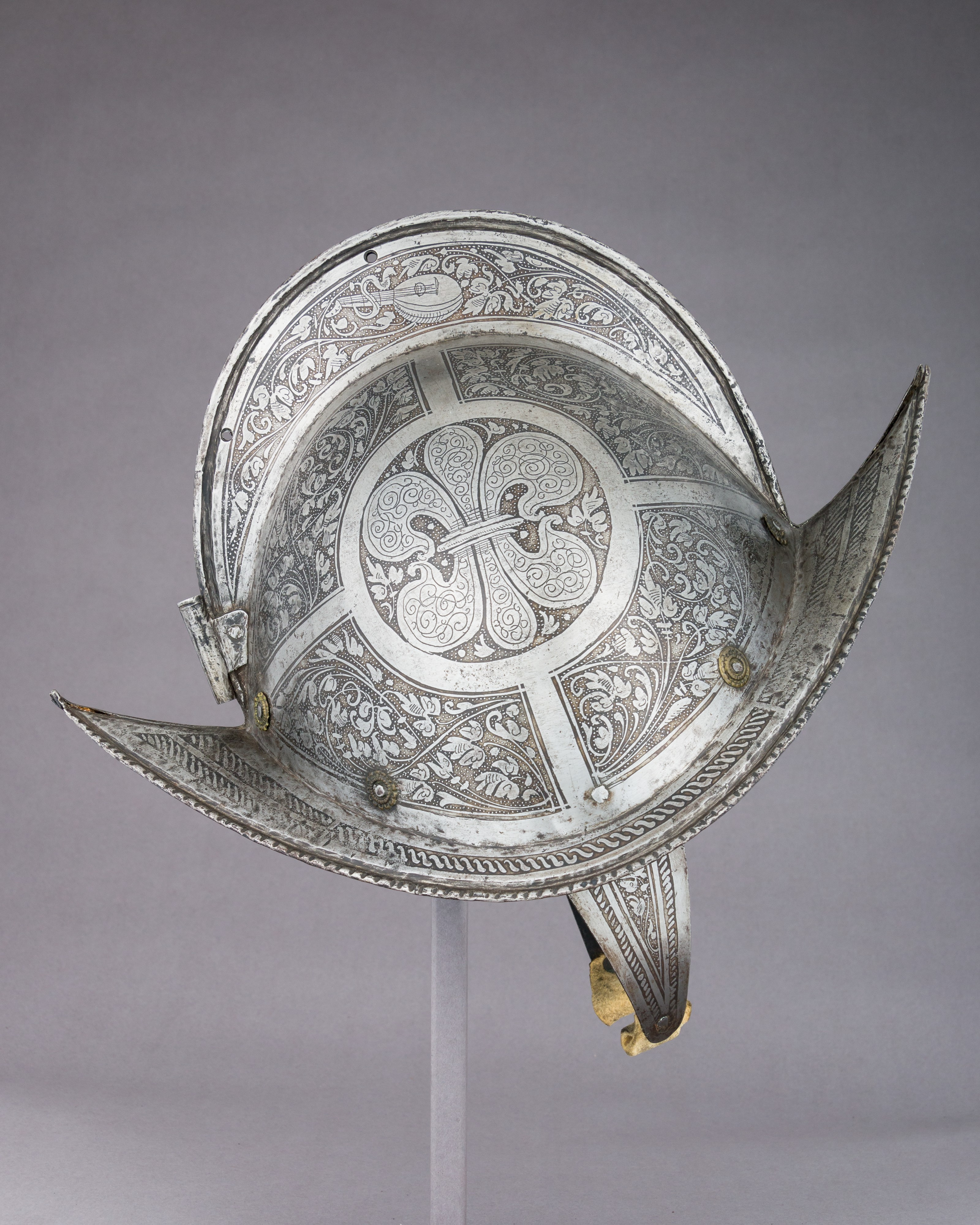
Morion, XVI w.
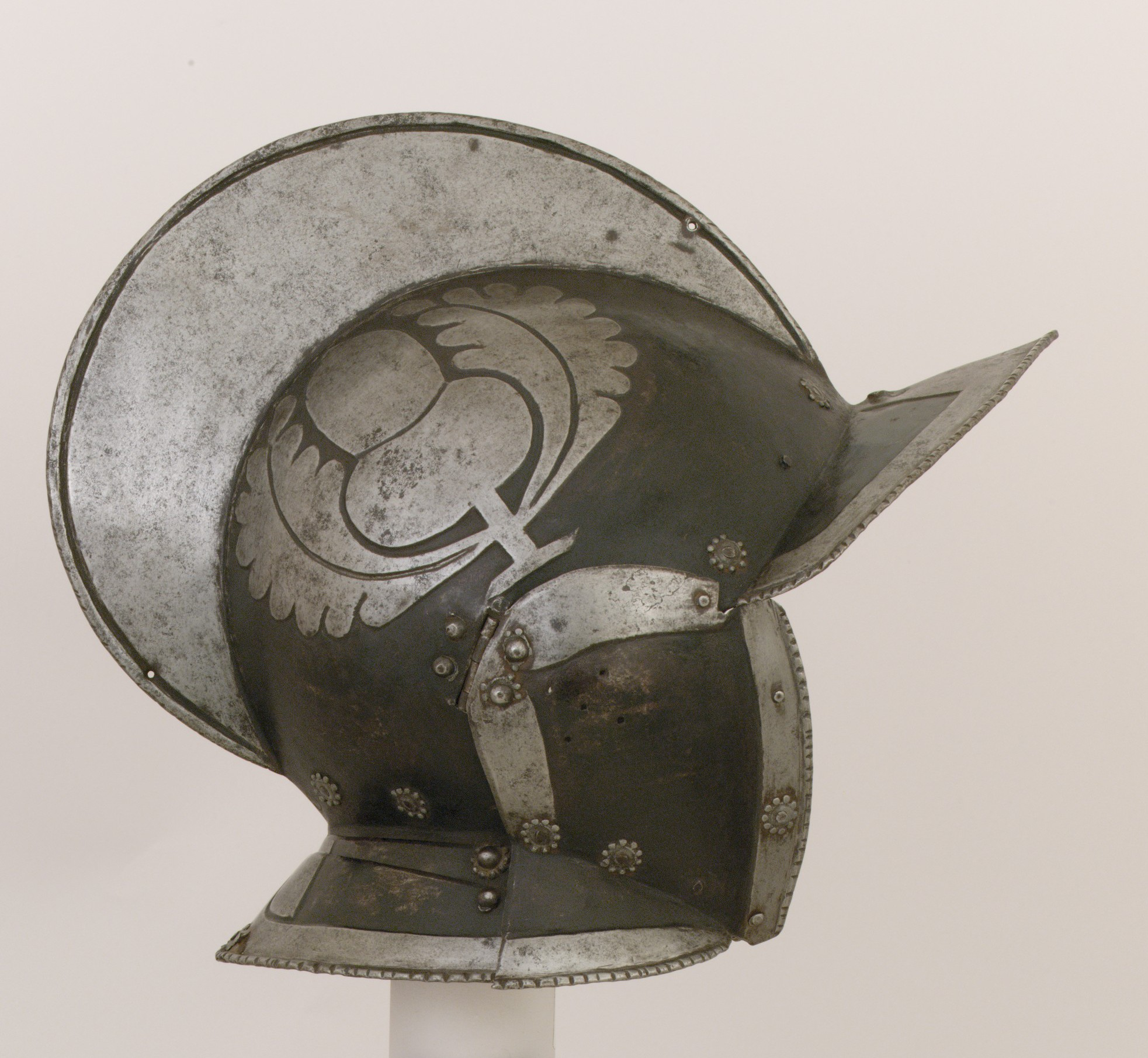
Szturmak, XVI w.
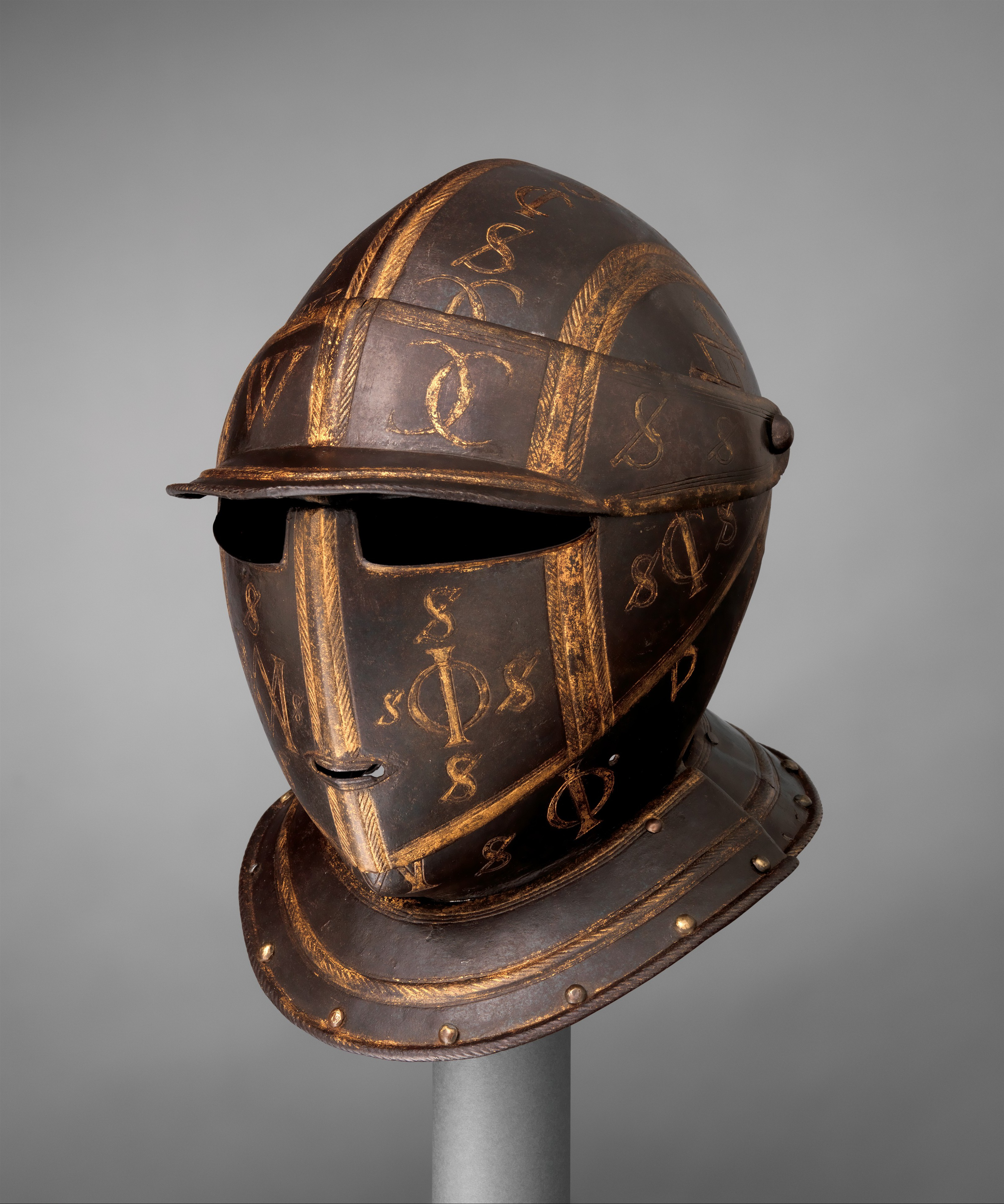
Hełm kirasjerski, XVII w.
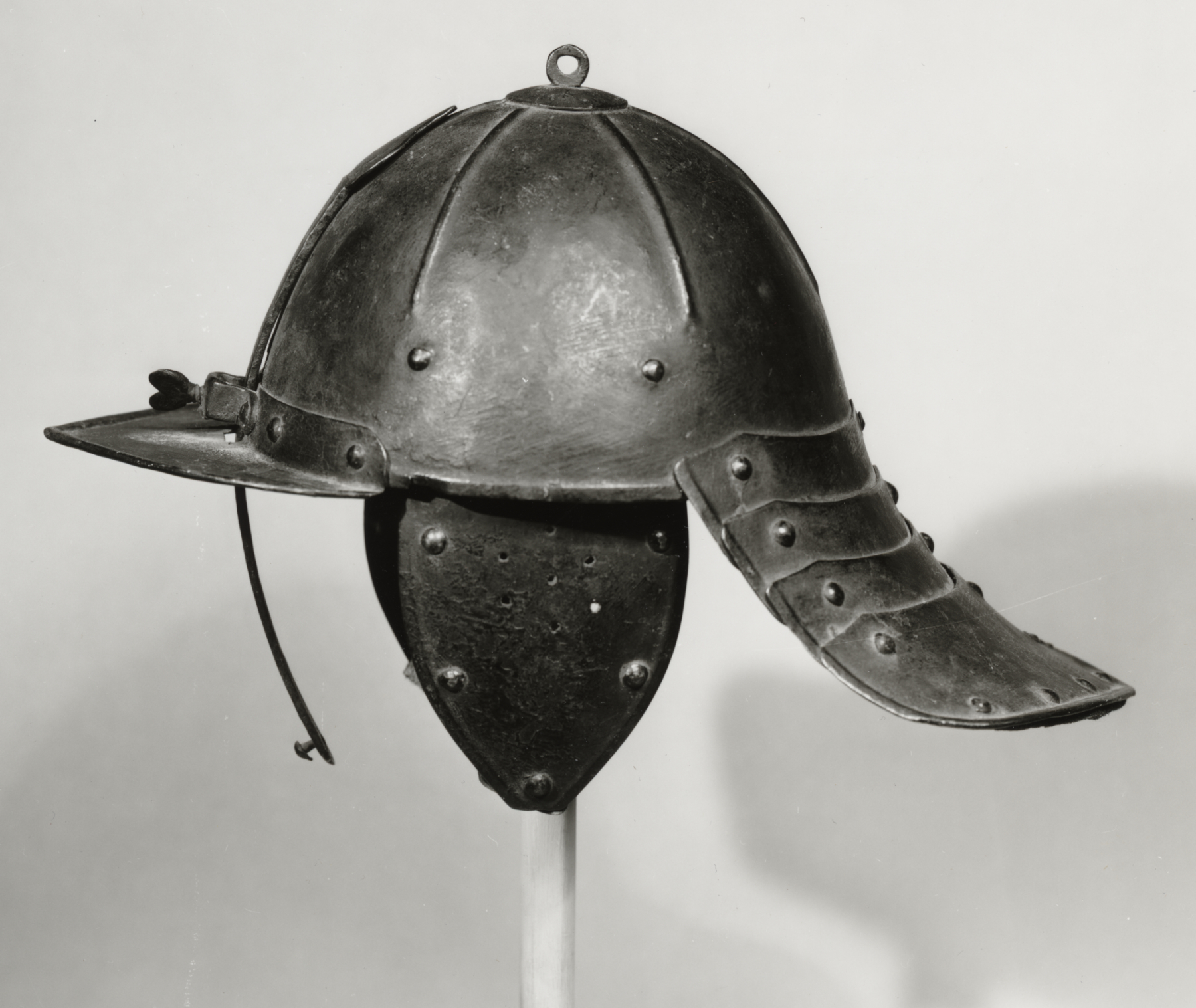
Szyszak (pappenheimer), XVII w.
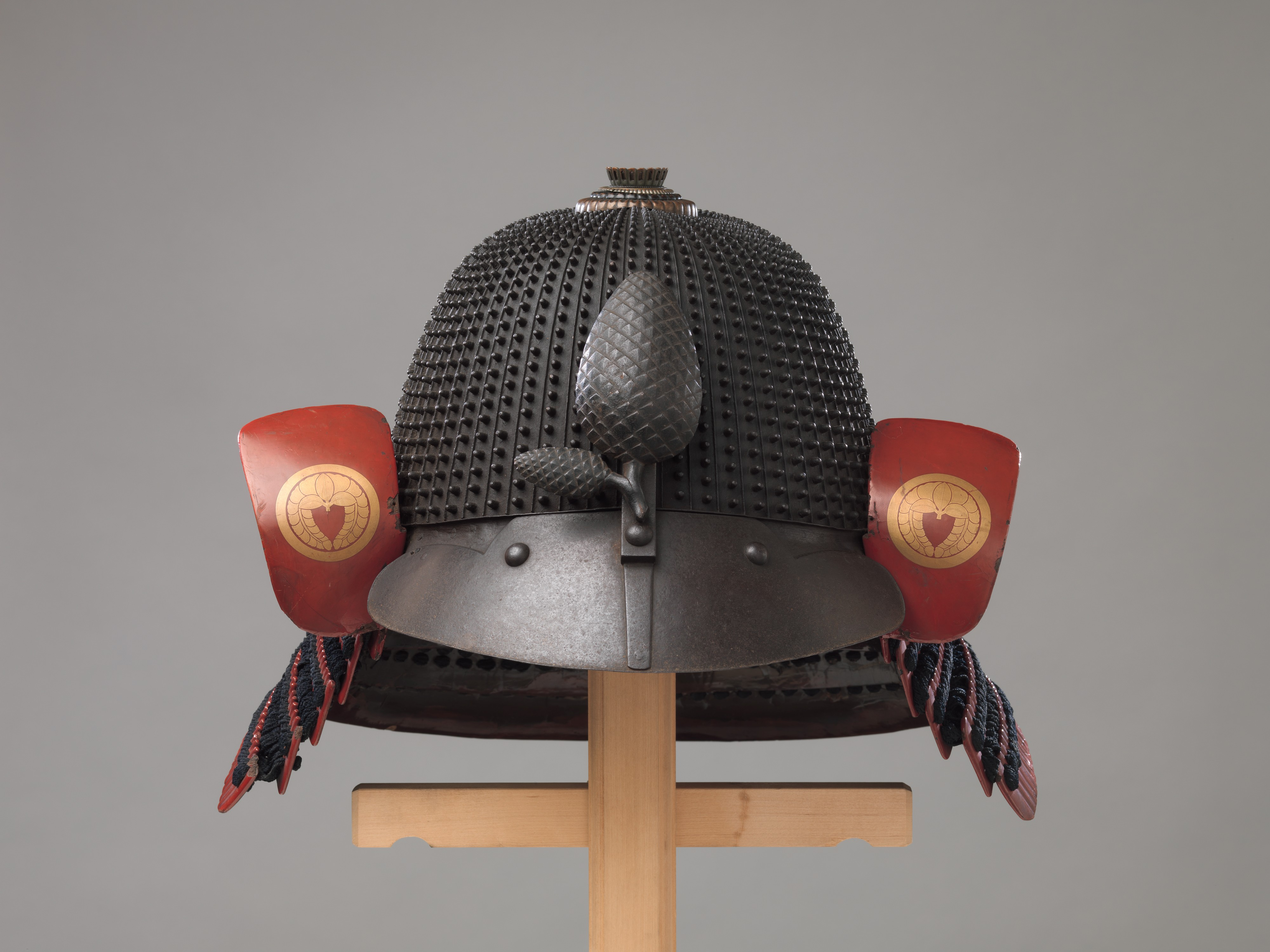
Japońskie kabuto, ok. XVII w.
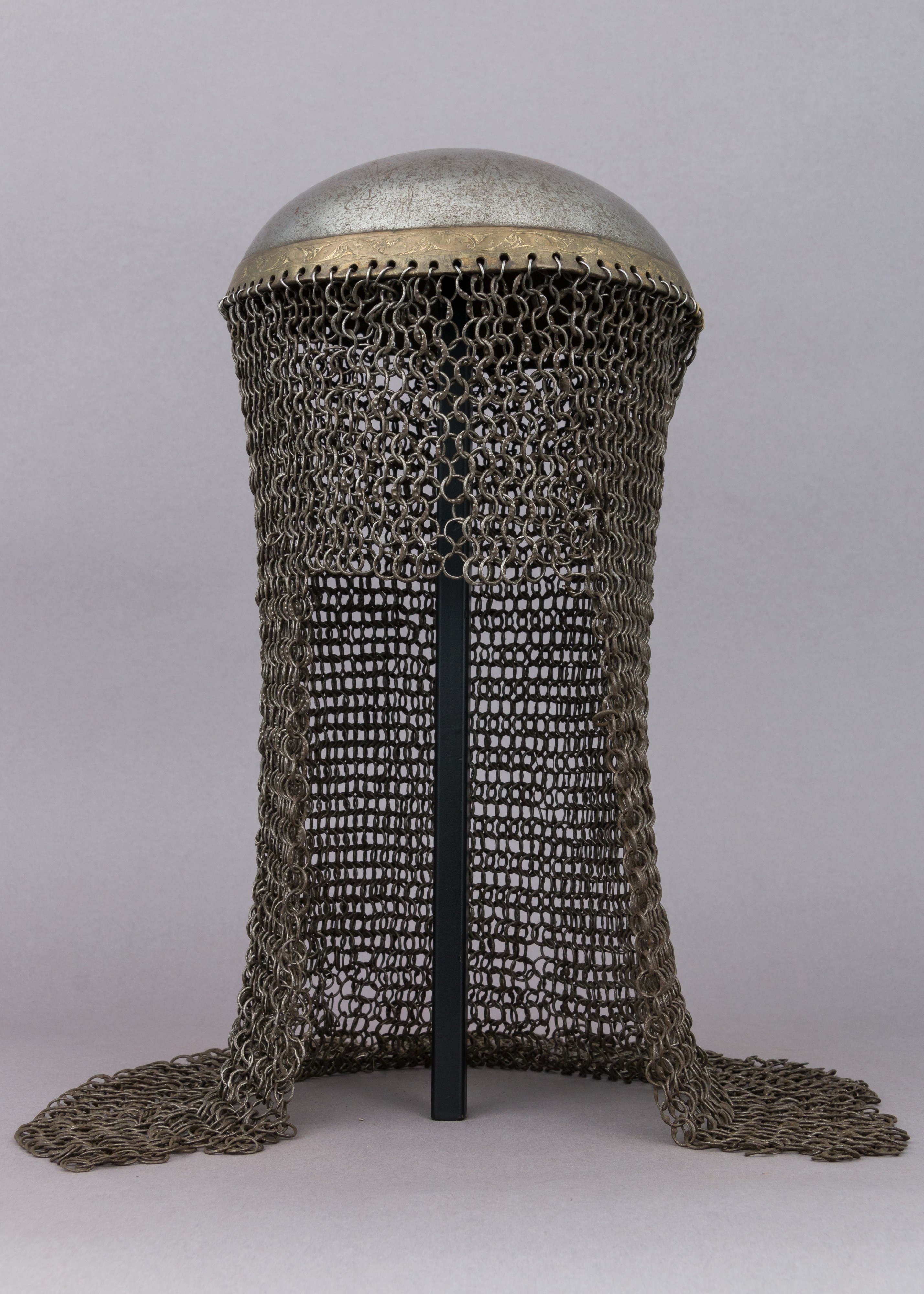
Misiurka, XVII–XVIII w.
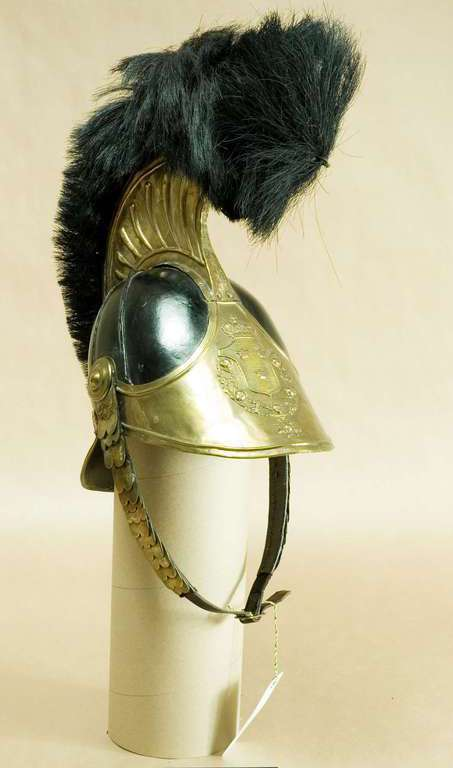
Kask, XIX w.
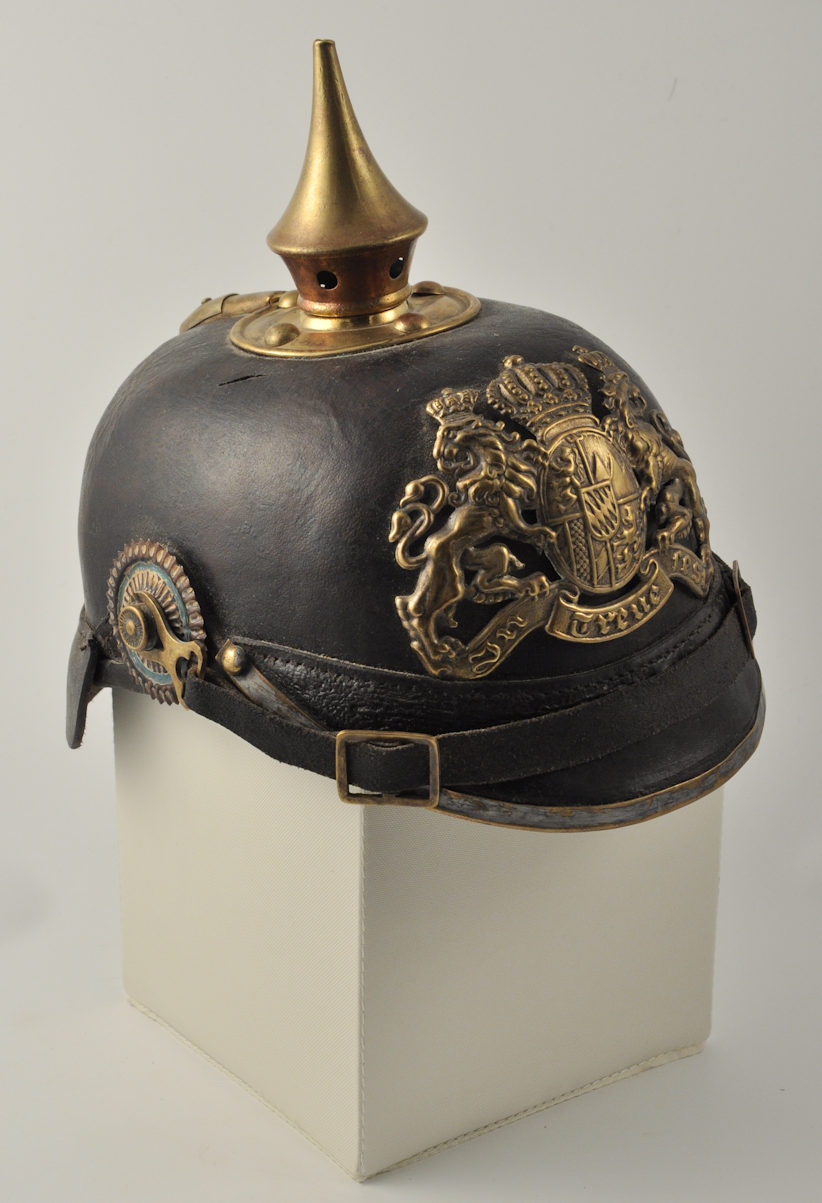
Pikielhauba, XIX–XX w.
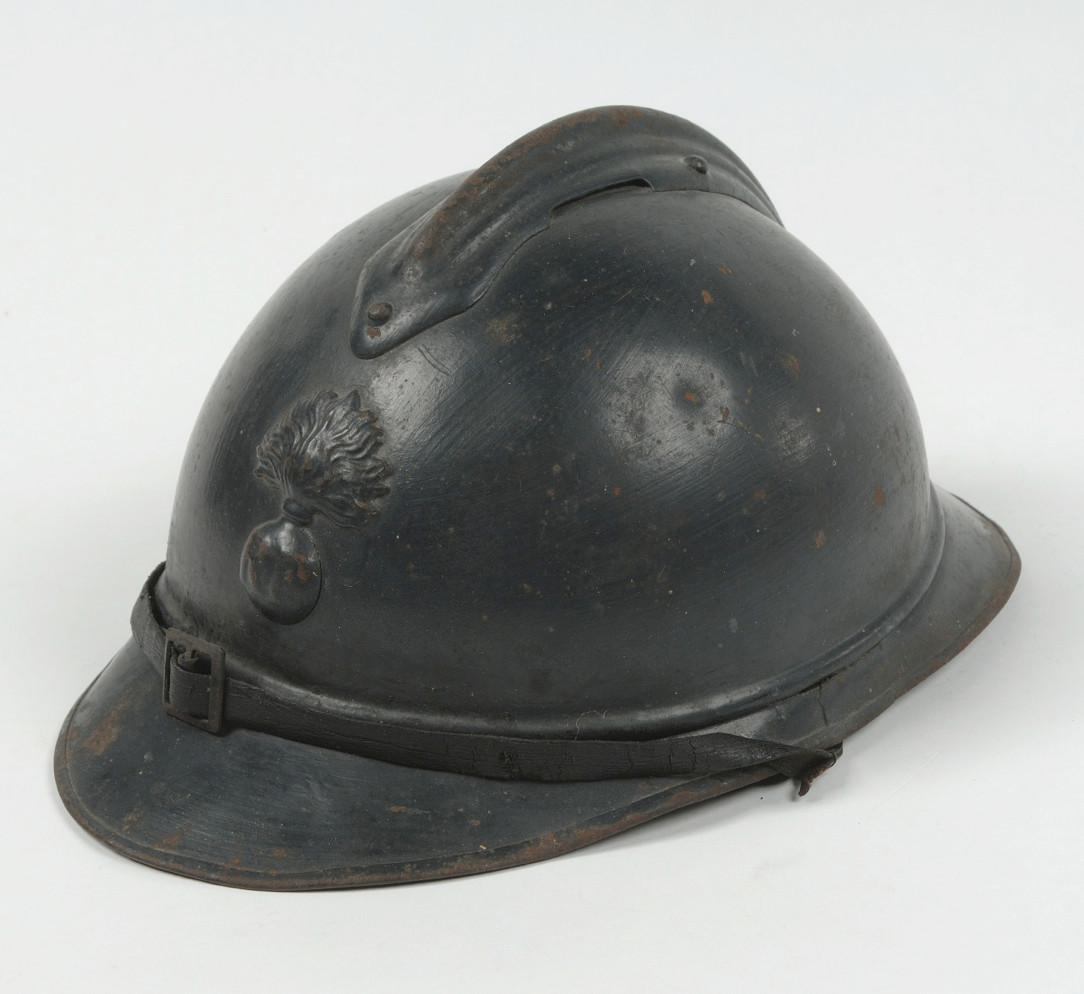
Nowoczesny hełm stalowy (Adrian Mle 1915), I wojna światowa
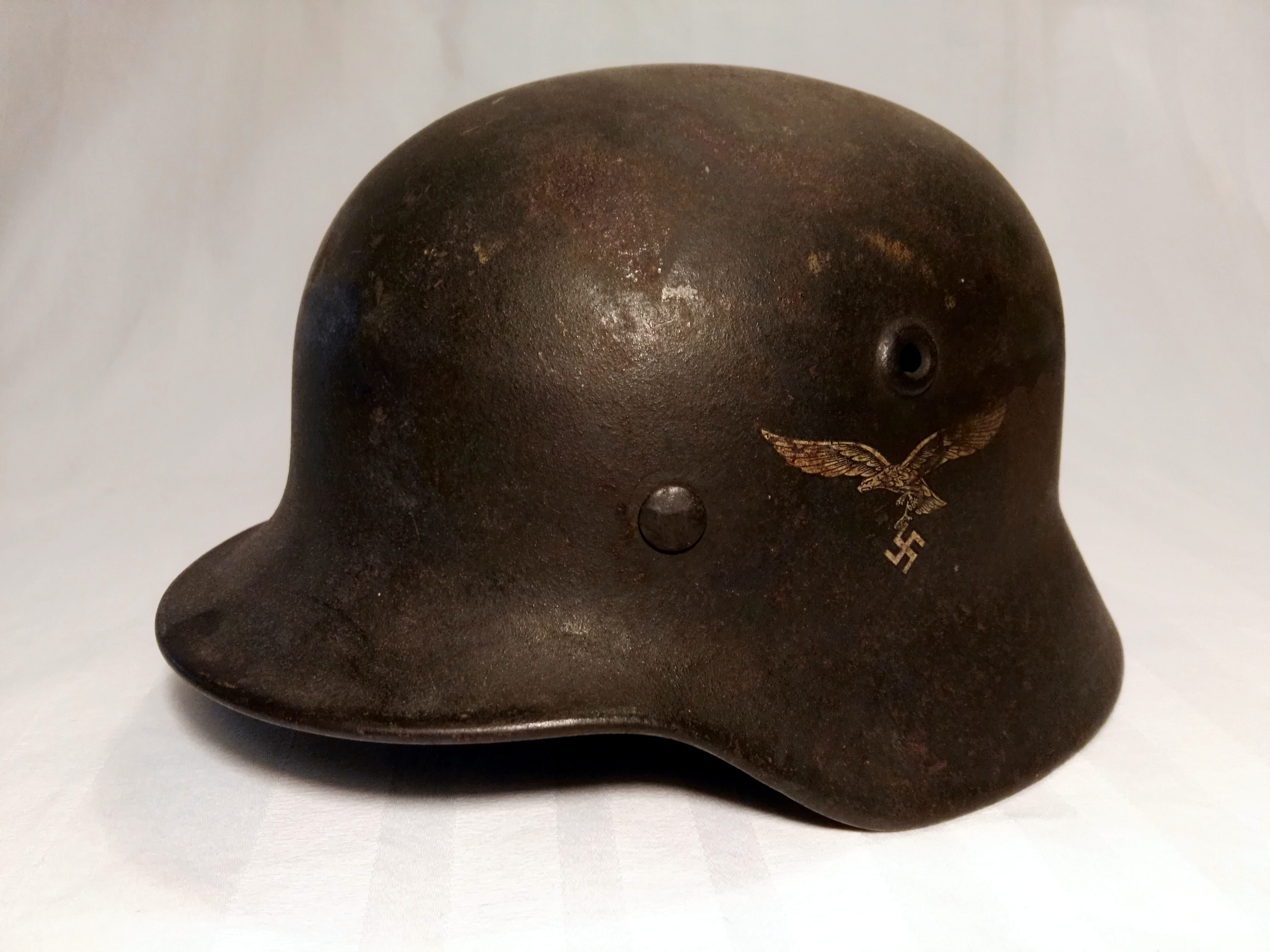
Nowoczesny hełm stalowy (Stahlhelm M1940), II wojna światowa
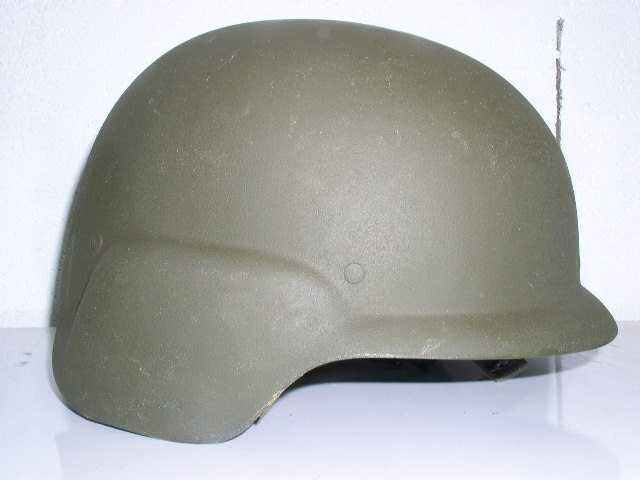
Nowoczesny hełm kevlarowy (SPECTRA), współczesność